# Huçul
Vous lisez un « bon article » labellisé en 2024.
Le Huçul (ukrainien : гуцул (houtsoul) ; polonais : Hucuł ; roumain : Huțul) est une race de chevaux très rustique, originaire des Carpates où il est originellement élevé par les Houtsoules, auxquels il doit son nom. Il est souvent décrit comme un descendant du Tarpan mais ce n'est qu'une supposition. Le Huçul résulte de très nombreux croisements entre des chevaux d'Europe centrale et orientale. Il est sélectionné dans des haras sous l'empire d'Autriche. Une première union d'éleveurs et un registre généalogique sont créés en 1925 en Ukraine. Plutôt petit à l'origine, le Huçul est sélectionné sur une taille plus élevée. C'est un cheval de montagne typique doté d'un tour de poitrine important. Sa robe arbore souvent des marques primitives. Le Huçul présente de très bonnes longévité et fertilité. 
Polyvalent, le Huçul a servi successivement de cheval de bât, de traction, d'équithérapie et d'équitation de loisir. Bien qu'il soit diffusé dans de nombreux pays d'Europe centrale et orientale dont la Tchéquie, la Pologne, la Slovaquie, l'Allemagne, la Hongrie, la Roumanie et l'Ukraine, il est menacé de disparition en raison de ses faibles effectifs, de leur dispersion et du manque de reconnaissance internationale.

## Dénomination
Le nom de cette race de chevaux a de multiples déclinaisons en fonction de la langue utilisée : Huțul en roumain, Hucuł en polonais, гуцул/Houtsoul en ukrainien, Hucul en tchèque, et Huzul en allemand. La transcription retenue pour l'usage international est « Hutsul », prononcé « Hou-tsoul ». 
Ce cheval est ainsi nommé en référence à ses éleveurs, les Houtsoules,,, ainsi qu'à l'Est des Carpates, le Huzulland,. Le mot roumain Huțul, souvent transcrit par « Huçul », signifie « hors-la-loi » ou « rebelle ». Le nom de cette race de chevaux est peut-être dérivé du mot roumain hoțul, qui désigne un voleur, en raison de sa capacité à se mouvoir silencieusement dans les montagnes tant de nuit que de jour.
Ce cheval est également nommé « poney des Carpates »,, « Tarpan des montagnes » ou bien « Tarpan des forêts »,,. Ce nom vient de son biotope originel, l'Est des Carpates, une chaîne de montagne transfrontière de l'Europe centrale et orientale,.

## Histoire

### Origines

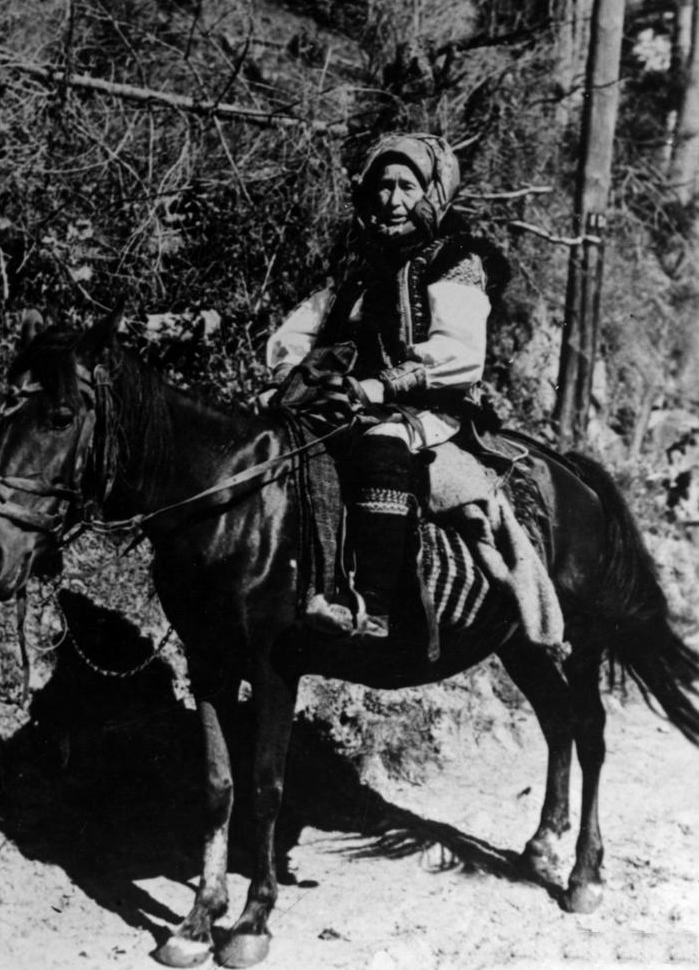
Femme houtsoule à cheval à Verkhovyna, date inconnue.

L'origine du Huçul est revendiquée à la fois par l'Ukraine, par la Roumanie, et par la Pologne. La revendication d'une origine polonaise est commune. Plus largement, le berceau d'origine de ce petit cheval se trouve non seulement dans ces trois pays, mais aussi en Tchéquie et en Hongrie. L'équipe scientifique de L. F. Starodub et al. postule que l'origine de cette race se trouve dans les Carpates ukrainiennes, et que le Huçul a été ensuite croisé dans différents haras de l'empire d'Autriche.
L'origine génétique du Huçul n'a pas été clairement établie (en 2020). De nombreuses sources le décrivent comme un descendant du Tarpan,,,,,. Cependant, cette description s'inscrit dans une mode européenne consistant à voir une ascendance Tarpan chez de nombreuses races de petits chevaux rustiques, sans pouvoir en apporter la preuve. Le Huçul semble plutôt résulter d'un très grand nombre d'individus fondateurs, peut-être sous l'influence des traditions d'élevage hongroises. Il est également possible qu'il soit une branche orientale du poney celte. Il est génétiquement séparé de la plupart des races de chevaux et poneys primitifs. 
La colonne Trajane fournit un témoignage pictural des chevaux des Daces, ancêtres des Houtsoules : ces animaux sont robustes et de petite taille. Le Huçul actuel provient sans doutes d'une souche primitive médiévale (du XIIIe siècle) croisée avec le cheval mongol, et divers autres chevaux élevés dans les plaines, amenés par les Tartares et les Cosaques. Les Mongols sont en effet crédités d'avoir amené le cheval dans cette région, en particulier par P. Cristea, qui a comparé les ressemblances morphologiques entre le Huçul et les chevaux de Transylvanie.
L'ouvrage Hippica (1603) de K. Dorohostajki mentionne un cheval des montagnes dans les Carpates, en région de Bucovine.

### AuXIXesiècle

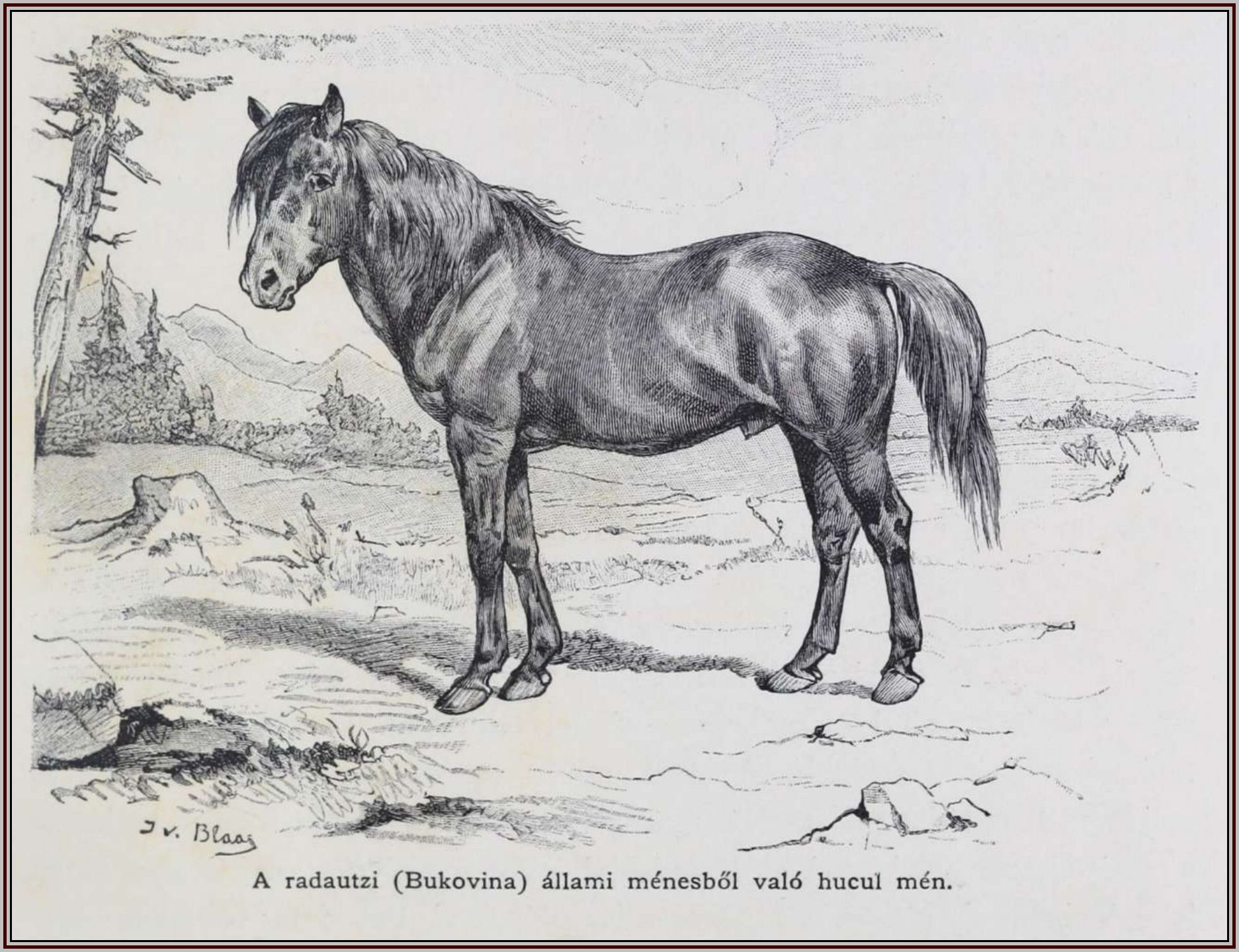
Type de Huçul élevé au haras national de Radautz en 1899.

Un haras d'État est créé dans le village de Drohobytch (région de Lviv) en 1822.
Le Huçul est croisé avec l'Arabe et plus largement le cheval oriental durant le XIXe siècle, époque où l'empire d'Autriche met en place un élevage systématisé,,, dans un premier temps sur le territoire de l'actuelle Roumanie (au haras national de Radautz à partir de 1856, et à celui de Lucina qui sert de pâturage d'été pour les chevaux du haras précédent), puis dans un second dans l'actuelle Pologne, au haras militaire de Łuczyna à partir de 1870. Cet élevage sélectif vise à répondre à la demande militaire. La demande en chevaux par la population ruthène a alors énormément augmenté. Il existe aussi des preuves d'élevage sur le territoire de l'actuelle Ukraine, notamment à travers de vieilles photographies et cartes postales. Le gouvernement autrichien ouvre deux élevages en Galicie : à Kossiv en 1891, et à Jabié en 1895.
Le biotope montagnard préserve les individus élevés en altitude de la plupart des croisements, cependant ce type originel du Huçul a presque complètement disparu. Sa zone d'élevage traditionnelle se cantonne au nord de la Bistritz jusqu'au début du XXe siècle, où il est élevé en alpage.

### Depuis leXXesiècle
Le haras de Drohobytch est transféré à Soudova Vychnia, en Ukraine, en 1907. Ce haras compte trois écuries, pour 150 chevaux.
La plupart des lignées de Huçul sont sélectionnées au début du XXe siècle, après l'achat d'étalons privés de grande taille. L'étalon alezan doré Goral devient un important fondateur du Huçul moderne. Selon Jasper Nissen, il naît en 1899 de filiation inconnue, puis est acheté en 1905. C. Cărstean cite une date de naissance en 1898, dans une ferme privée de Galicie, avant un achat par le haras national de Lucina le 20 août 1905. Cependant, selon Hendricks, Goral est né au haras national de Radautz en 1915. Ses descendants, eux aussi souvent alezans, portent le même nom suivi d'un numéro. Știrbul est acquis à Izvoarele Sucevei. Miszka provient du cheval Szekely. Un autre important fondateur est l'étalon noir Hroby ou Groby, acquis à Ciocănești, en Bucovine. Ses descendants sont connus pour leur petite taille et leur rusticité. Quoi qu'il en soit, en 1910, le haras de Radautz a un seul étalon de la lignée de Goral, et 35 juments toisant environ 1,30  à   1,40 m. Un bon Huçul vaut environ 500 couronnes. 
La race est croisée avec l'étalon demi-arabe Gazlan IV, mais ses descendants ne sont pas incorporés au programme d'élevage. 
Un registre généalogique du Huçul est créé au haras national de Lucina en 1914. Lorsque la Première Guerre mondiale éclate, les chevaux du haras de Radautz sont évacués vers Waldorf. La guerre entraîne de graves dommages sur l'élevage du Huçul.

#### Entre-deux guerres
Après la Première Guerre mondiale, le cheptel de Huçul est divisé entre la Roumanie, la Hongrie, la Pologne, l'Ukraine et la Tchécoslovaquie,. La plupart des régions traditionnelles d'élevage appartiennent désormais à la Roumanie. Le cheptel ukrainien restant est particulièrement faible, mais ré-augmente grâce à des mesures étatiques et au soutien de la population. 
Le gouvernement polonais est convaincu par des éleveurs de soutenir les efforts de préservation de cette race de chevaux. La base sur laquelle ils s'appuient pour relancer la population de chevaux Huçul provient de l'ancien État d'Ukraine, à Jabié et Kossiv. La Pologne récupère aussi 59 Huçuls d'Autriche. 
Le haras d'État ouvert à Soudova Vychnia, en Galicie, situé à 52 kilomètres à l'ouest de Lviv, devient un important centre d'élevage de l'entre-deux guerres. Il est au service des unités militaires et des propriétaires privés de chevaux des voïvodies de Lviv, Ternopil et Staniska. En 1933, ce haras compte 144 chevaux, dont des étalons Huçul. En 1938, ce haras compte 15 étalons, sont sept de lignée Goral, six de lignée Hroby, et un de lignée de Taras. Un autre élevage est créé à Kryvorivnia, bien que moins important que le précédent. En 1924, le capitaine Holländer initie un premier registre généalogique (stud-book) et une association d'éleveurs pour la race Huçul,. L'année suivante, une union d'éleveurs est créée en Ukraine, grâce au soutien de la chambre d'agriculture. Il compte jusqu'à 300 membres, et organise un concours de race chaque année. Certains de ces chevaux sont primés en concours internationaux. Les chambres d'agriculture polonaises et ukrainiennes achètent régulièrement des étalons primés.
L'élevage du Huçul reste populaire dans les montagnes des Carpates. Les mensurations moyennes des juments de montagne sont alors de 1,33 m de haut. 
En 1919, le haras national de Lucina est rétabli par la Roumanie. Ce pays rachète une partie des chevaux Huçul à l'Autriche et réorganise le haras jusqu'en 1922. En 1922, 33 chevaux de cette race sont envoyés en Tchécoslovaquie, dans le but d'y établir des haras. C'est à partir de ce troupeau que sera sélectionnée la fameuse lignée de Gurgul.
La lignée de Hroby se divise alors en deux branches, celle de Lucina avec Hroby II, et celle de Tchécoslovaquie avec Hroby I. Hroby V est acheté par la Roumanie à la Pologne en 1931, et Hroby X en 1956. Les branches Hroby II et IV sont perdues en 1936-1937, avec la mort de Hroby VI et VII. Goral III est père de 142 poulains nés entre 1930 et 1946, dont 79 juments.
En 1926, l'école viennoise décrit le Huçul comme un cheval arabe « dégénéré » par ses conditions de vie rudes. L'école allemande le décrit comme un descendant du cheval mongol en 1939.

#### Depuis la Seconde Guerre mondiale

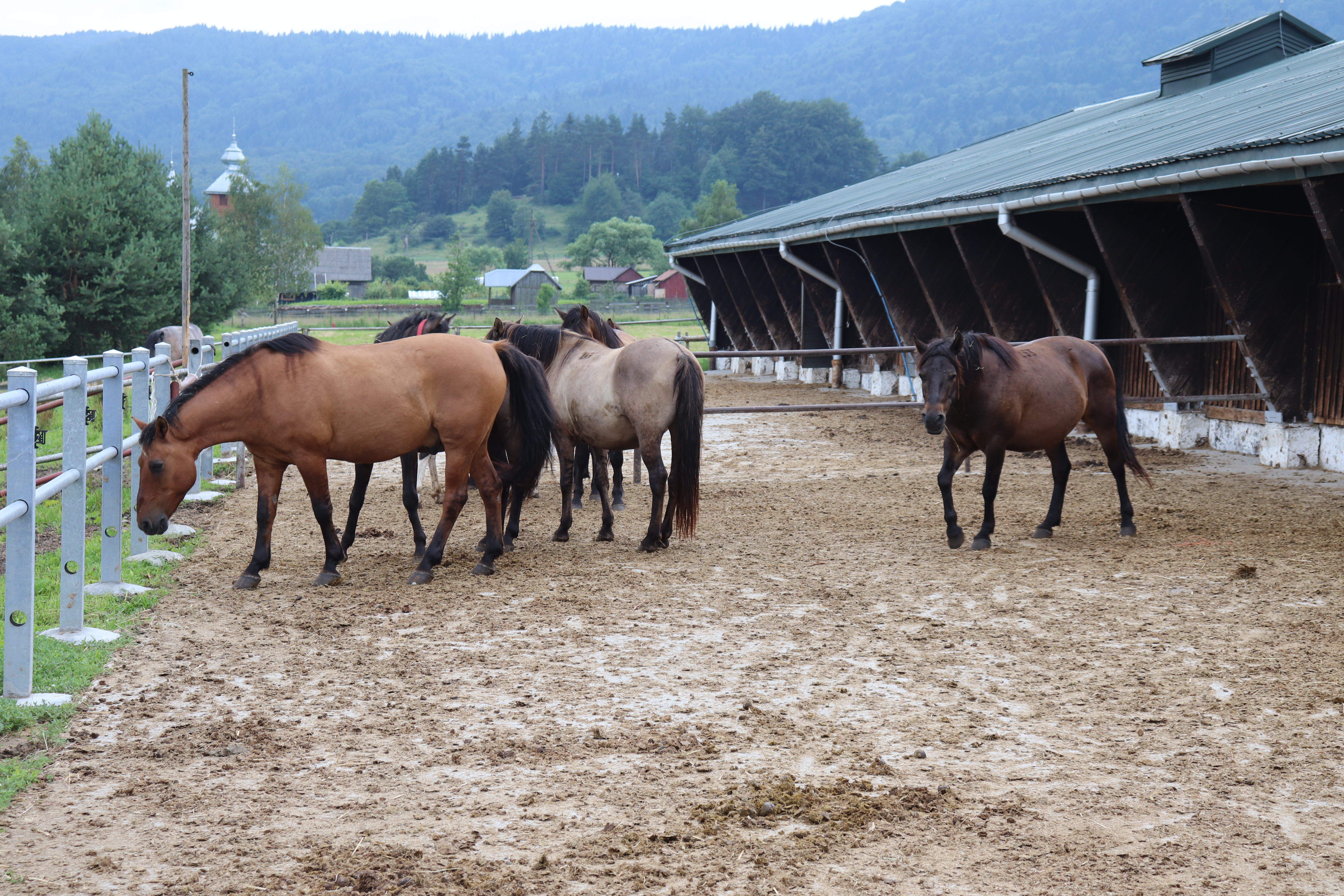
Groupe de Huçul dans un élevage de Pologne.

La Seconde Guerre mondiale est dévastatrice pour l'élevage du Huçul, la race ayant subi de très lourdes pertes,. En 1944, le maître d'écurie hongrois Tibor v. Pettkó-Szandtner amène une centaine de chevaux de cette race en Bavière. La nouvelle frontière entre l'URSS et la Roumanie passe au milieu de la Houtsoulie. Le cheptel du haras roumain de Lucina est déplacé à Sâmbăta de Jos après la guerre, le temps de réparer les bâtiments. 
Dans les années 1950, il ne reste plus qu'une douzaine de juments poulinières de la race en Pologne. Une expérience est conduite à Muráň pour élever un cheval de traction au débardage à partir du Huçul originel en croisant la race avec le Haflinger, le Noriker et le Fjord, dans le but d'augmenter sa taille et de le rendre plus puissant,. D'autres croisements sont tentés pour donner des demi-sangs, avec des résultats décevants. Ces divers croisements mettent la race originelle au bord de l'extinction.
En 1972, différents éleveurs de Tchécoslovaquie créent une association de race, le Huçul Club, pour préserver le Huçul de l'extinction, avec quatre juments âgées et un unique étalon de la lignée de Gurgul. En 1979, la race entre parmi la banque de gènes de la FAO.
En 1982, le Huçul Club est parvenu à retrouver 50 chevaux de pure race, et créée un stud-book. En 1994 est formée la Hucul International Federation, qui tient sa première assemblée générale,.

## Description

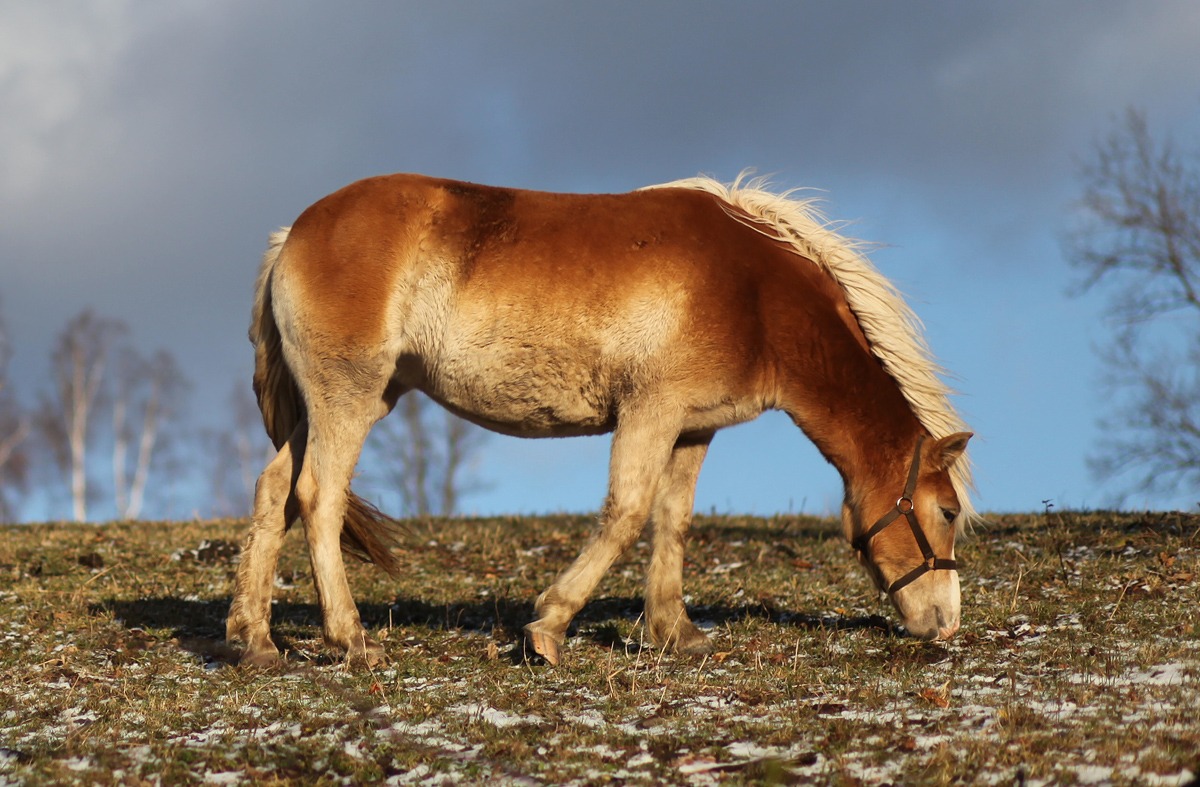
Huçul alezan crins lavés pangaré, vu de profil.

Malgré sa petite taille, le Huçul est généralement décrit comme étant un cheval et non un poney. Il existe historiquement trois types de Huçuls, mais les divers croisements ont probablement rendu ces distinctions caduques. Ce sont le Przewalsky Huçul (type mongol et tatare), le Huçul de Bystrzyca (croisé avec un poney) et le Tarpan Huçul (type montagnard),,,.

### Taille et poids
Le Huçul a fait l'objet d'une sélection récente visant à accroître sa taille, ce qui l'a rendu plutôt grand pour un cheval de montagne,. Il existe aussi des différences de taille en fonction du pays d'élevage : les Huçuls roumains sont généralement sélectionnés pour être plus grands. Une comparaison entre des chevaux tchèques et slovaques montre que les plus grands viennent de Janova Hora, et les plus petits du SR Hutzul Club et de Zmrzlík (cs).
Des tailles plus réduites sont généralement indiquées dans les ouvrages les plus anciens. D'après Caroline Silver (1984), le Huçul mesure alors de 1,21  à   1,31 m, l'auteur italien Maurizio Bongianni indiquant en 1987 de 1,23  à   1,33 m, tandis qu'un autre auteur italien, Gianni Ravazzi, cite 1,20  à   1,35 m. Bonnie Lou Hendricks (université de l'Oklahoma, 2007) indique quant à elle 1,24  à   1,42 m, Elwyn Hartley Edwards et CAB International citant 1,32  à   1,42 m en 2016,. Le guide Delachaux, édition 2016, cite de 1,32  à   1,45 m. L'autrice tchèque Helena Kholová cite en 1997 une taille moyenne de 1,42 m, avec un tour de poitrine de 1,50 m et un tour de canon de 20 cm. L'auteur autrichien Martin Haller indique en 2003 une taille de 1,35  à   1,48 m. Selon la française Emmanuelle Brengard (2013), les femelles mesurent 1,32  à   1,43 m et les mâles 1,35  à   1,45 m. Les chiffres cités par l'auteur roumain C. Cărstean au haras national de Lucina sont de 1,37 m en moyenne, avec 12 à 13 cm de variations.
Le poids moyen est d'environ 400 kg,. Ce poids peut aller de 340  à   470 kg.

### Morphologie
Le type général est médioligne, avec une bonne harmonie d'ensemble, et une ossature forte, donnant une impression de puissance. Certains hippologues le comparent parfois morphologiquement à un cheval de trait de petit format. Il existe des différences morphologiques relativement importantes entre ces chevaux, en fonction du lieu d'élevage et de la lignée.
Il est souvent comparé au Konik, une autre race primitive originaire d'Europe de l'Est, mais il en diffère par ses caractères morphologiques.

#### Tête
Au haras national de Lucina, deux grands types morphologiques sont distingués chez le Huçul : un type brachycéphale dont la tête est plus courte, le front carré, le profil rectiligne, les cavités orbitales proéminentes et la bouche en « brochet », et un type dolichocéphale dont la tête est plus longue et plus étroite, de profil concave, avec des cavités orbitales estompées. 
C'est ainsi que l'auteur Martin Haller écrit que la tête est longue, tandis que Brengard la décrit au contraire comme courte. L'auteur allemand Jasper Nissen la décrit comme plutôt grosse, Swinney comme proportionnée au corps. Elle est de profil légèrement camus selon Nissen, Bongianni et Ravazzi,,, alors que le guide Delachaux le décrit au contraire de profil légèrement convexe. Selon Kholová, la tête est lourde et de profil rectiligne à convexe. Selon C. Cărstean, le profil est le plus souvent rectiligne au niveau du front et convexe au niveau du nez. 
Haller et Oravcová décrivent la tête comme sèche, avec des ganaches fortes,. Le front est large,. La nuque est courte et lourde.

Tête du Huçul
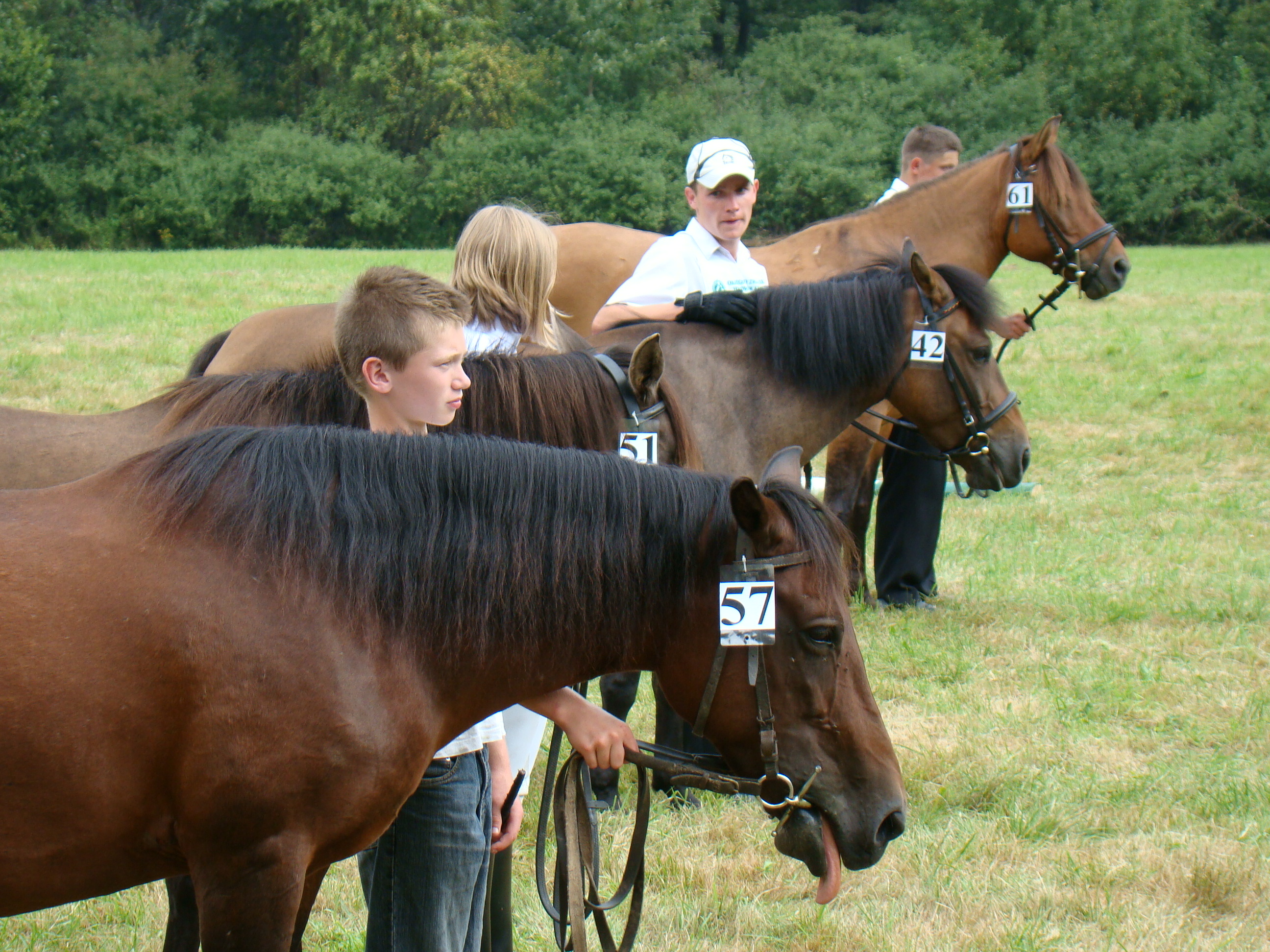
Présentation de Huçuls à Rudawka Rymanowska en 2009
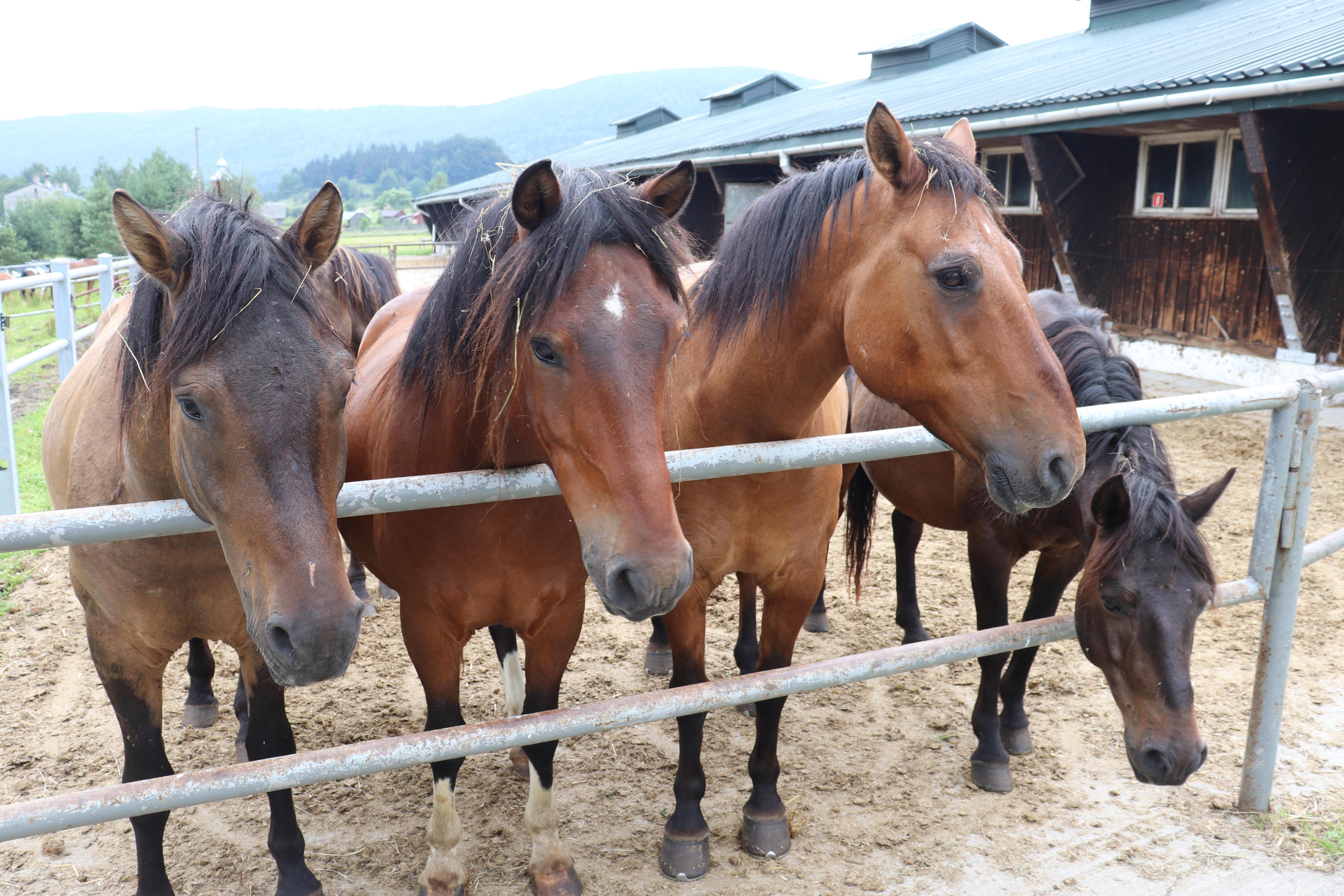
Huçuls vus de face dans un paddock de la ferme polonaise Gładyszów
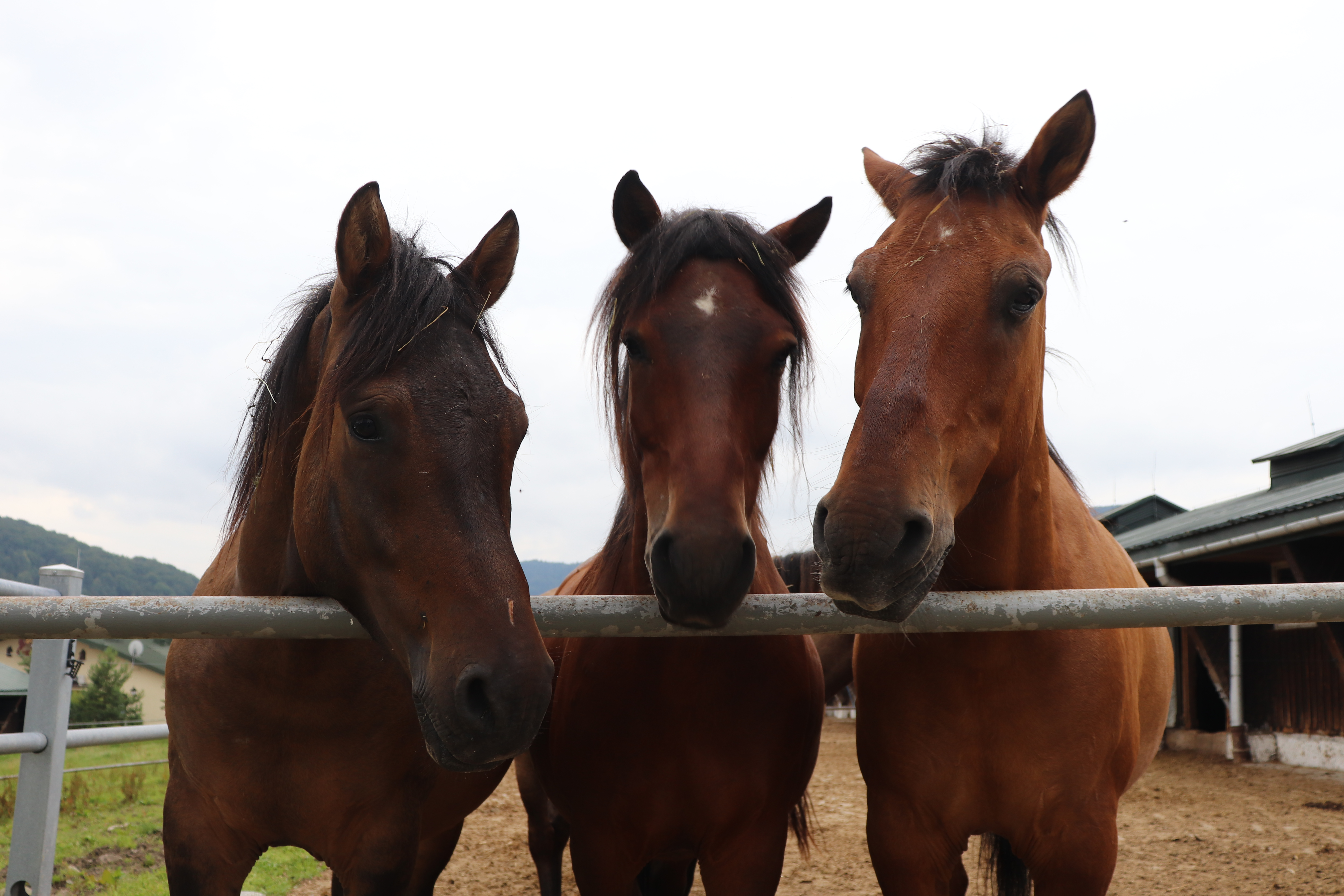
Huçuls vus de face dans un paddock de la ferme polonaise Gładyszów
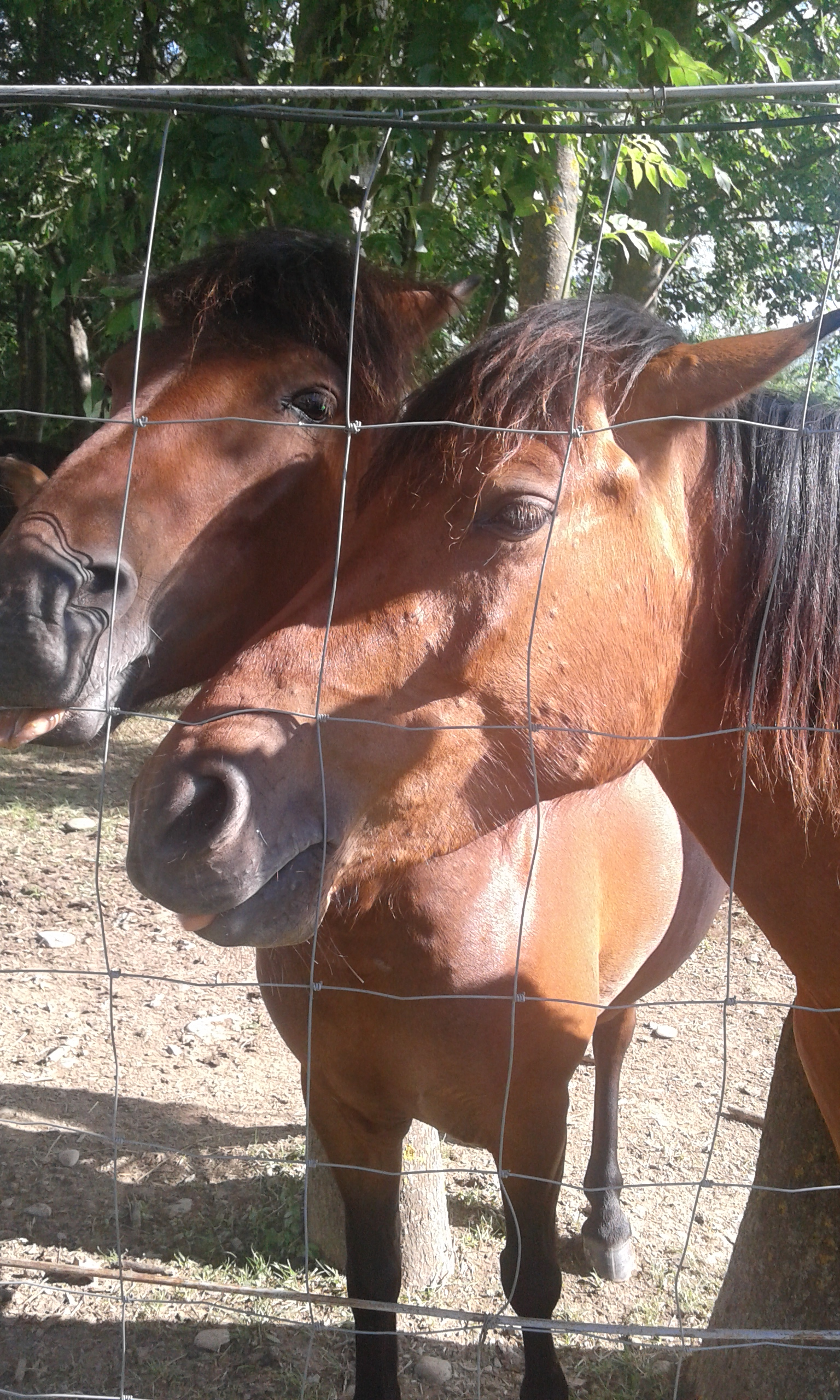
Huçuls dans une réserve d'Ukraine

Les oreilles sont courtes, petites et de forme pointue,,. L’œil est petit selon Bongianni, Cărstean et le guide Delachaux,, ; Edwards, Hendricks et Nissen le décrivent comme grand,,. Les naseaux sont larges.

#### Corps

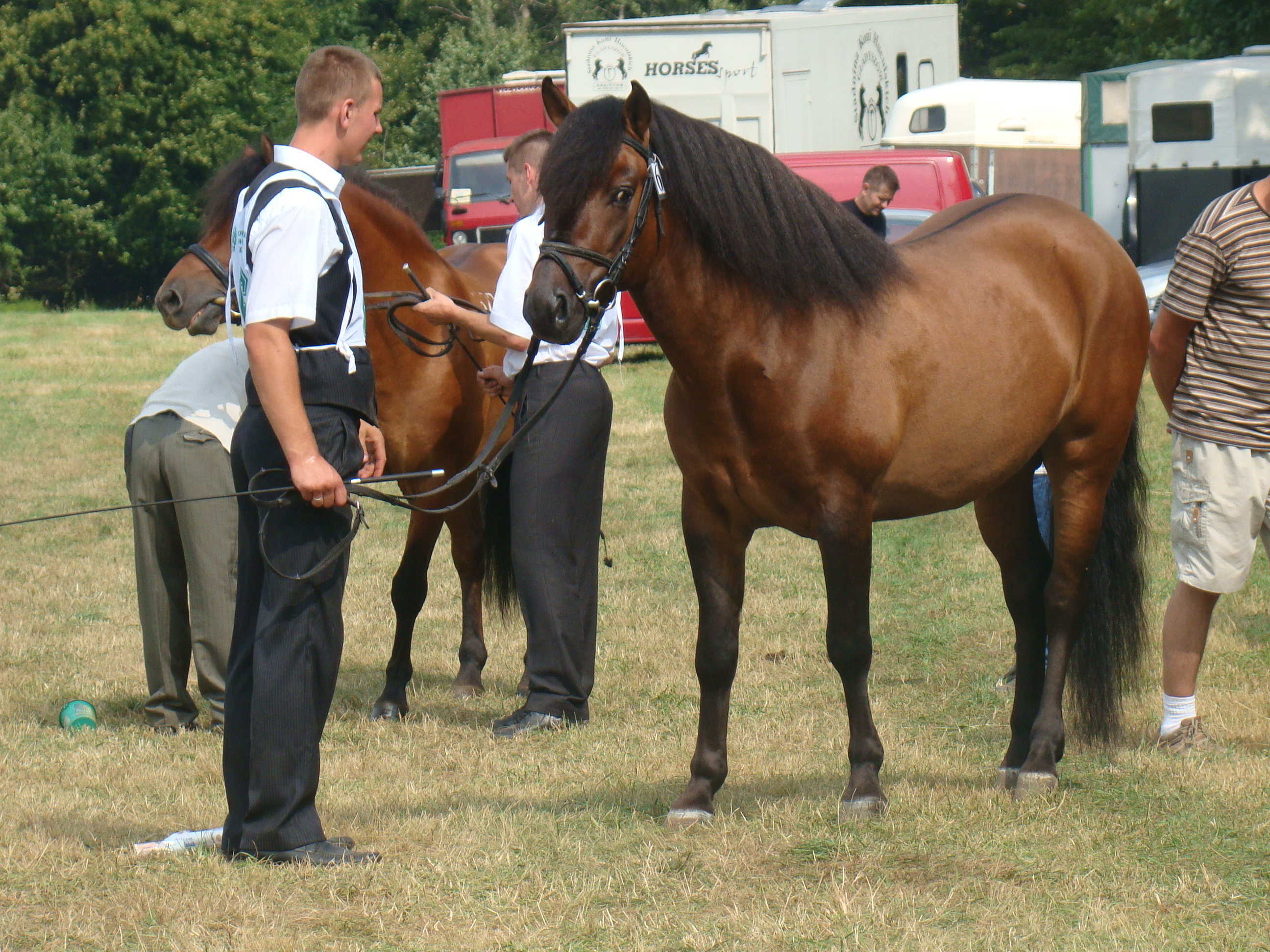
Présentation d'un Huçul en main : la poitrine large et profonde est bien visible.

L'encolure est courte selon une très grande majorité d'auteurs,,,,,,,, Oravcová et al. décrivant une longueur moyenne
, seul Bongianni la décrivant comme longue. Elle est puissante et musclée, dotée d'une base large, charnue et portée relativement haut. Elle est parfois arquée.
Le Huçul est plus long que haut (format rectangulaire),. Le garrot est plutôt plat et effacé selon une majorité d'auteurs,,,,, légèrement sorti selon Bongianni. Il est large.
La poitrine est large et profonde,,,, le corps globalement lourd et compact, profond et long. Le périmètre thoracique est toujours supérieur à la hauteur au garrot. Le tour de poitrine est en moyenne de 35 cm supérieur à cette hauteur au garrot.
L'épaule est inclinée selon une majorité d'auteurs,,, droite selon le guide Delachaux, et plutôt courte. Le dos est large, fort,, long et droit,. La croupe est bien développée,, plus large que longue, épaisse et de forme inclinée, avec une queue attachée bas,,,, et portée en panache. Les crins sont abondants, ce qui se traduit par un toupet touffu sur la crinière, une crinière épaisse, longue et bien fournie, de même que la queue est riche en crins,.

#### Membres et aplombs
Les membres sont plutôt courts,,, durs et secs, musclés et dotés d'un canon long et d'articulations solides et bien définies. Le tour de canon est de 18  à   19 cm.
Le pied est petit, le sabot solide,. Ce cheval a souvent des aplombs jugés défectueux, en étant sous lui du derrière avec des jarrets clos,. Il s'agit cependant d'un avantage pour un cheval de montagne, cela l'aidant à descendre des pentes. Il arrive aussi que le Huçul ait des « genoux de boeuf », un autre défaut d'aplomb.

### Robe

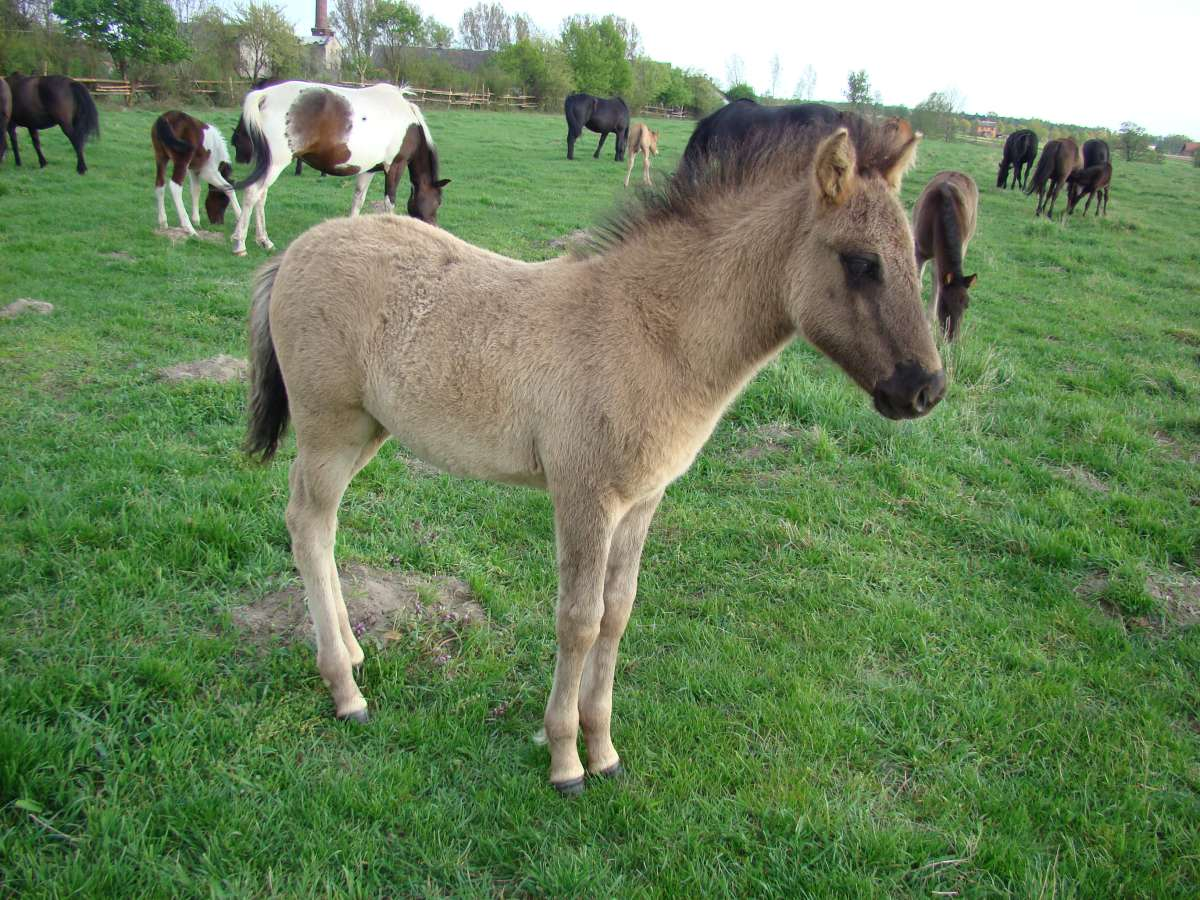
Poulain Huçul de robe souris, devant d'autres chevaux de la race aux robes variées, dont un pie.

Les deux robes les plus communes sont le bai sous toutes les nuances, et le bai dun. Le souris (noir dun), le noir et le louvet (fumé) sont aussi fréquents,,. On trouve aussi du pie,, le bai-brun et l'alezan,. Plus rarement, ce cheval peut être gris,,. 
La robe porte souvent des marques spécifiques telles que la raie de mulet, des zébrures sur les membres et une croix de saint André sur l'épaule,. Ces marques sont souhaitées, mais non obligatoires. Les marques blanches sont modérément communes, mais considérées comme indésirables.

### Tempérament et entretien

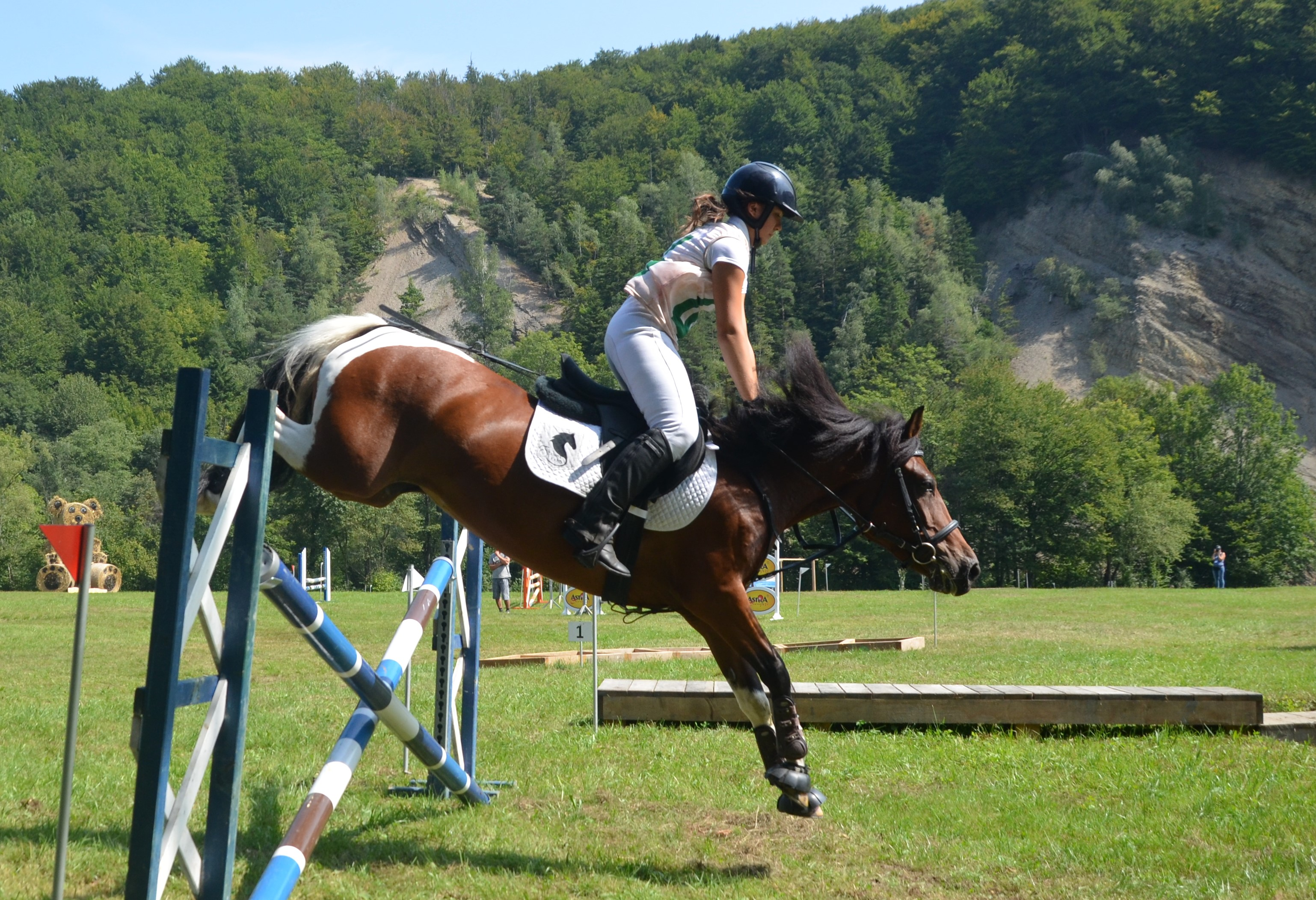
Huçul monté en saut d'obstacles par une adolescente.

Sa sobriété et sa résistance sont reconnues, en particulier lors du travail en montagne,,,, un environnement auquel il est parfaitement adapté. Il est généralement coopératif et docile,,,, et a le pied sûr. Il dispose d'une très bonne longévité,,,. De nombreux sujets atteignent l'âge de 30 ans. Il montre aussi une excellente fertilité. Ses propriétaires le gardent le plus souvent en extérieur toute l'année. 
Les maladies sont rares. Ces caractéristiques en font un cheval facile à élever. À quelques rares exceptions pour les étalons reproducteurs, les Huçuls ne reçoivent pas de complément alimentaire en avoine. La fécondité moyenne au haras de Lucina est évaluée à 83 % en 2016 ; le taux de naissances est de 75 %.
Les mouvements du Huçul sont vifs et énergiques. Ses allures sont courtes, résultat de son adaptation à l'environnement montagneux. Le pas et le trot sont les allures les plus courtes, le galop étant plus étendu.

### Sélection
La Fédération internationale du Huçul permet de regrouper tous les pays éleveurs qui gèrent un stud-book. Cependant, il n'existe pas de réel standard de race unifié. Les critères de sélection varient en fonction des pays. En Tchéquie et en Slovaquie, les chevaux Huçul aux aplombs sous-eux du derrière ont été éliminés par sélection. Ces deux pays ont un standard de race relativement comparable.
Le Huçul est élevé en lignées mâles. À l'époque de l'Autriche-Hongrie, les principales lignées du Huçul étaient celles de Știrbul, Miszka, Czeremusz, Taras, Hroby et Goral ; seules les deux dernières se sont maintenues jusqu'à nos jours. Les principales lignées actuelles sont celles de Goral, Hroby, Gurgul, Ousor, Pietrousu, Polan et Prislop,. Trois de ces lignées trouvent leur origine sur le territoire ukrainien : Goral, Gurgul et Polan,. La lignée d'appartenance influence la morphologie.
Les chevaux de la lignée de Hroby sont réputés pour leur format carré, leur petite tête, leur apparence moins massive et leur tempérament nerveux. Ceux de la lignée de Goral sont plus grands, avec un corps plus long et une tête plus grosse. La lignée Ousor est apparue en 1936, avant de se diviser en deux branches selon les croisements avec les juments de lignée Hroby et Goral. Les chevaux de la lignée Ousor sont grands et dotés d'une encolure courte et épaisse. La lignée Pietrosu donne des chevaux qui ont la marche facile, appréciés pour le bât et la traction.
Au moins cinq générations de Huçul sont connues à Lucina, ce qui permet d'éviter la consanguinité.
Les expériences de croisement du Huçul initiées dans des haras nationaux après la Seconde guerre mondiale ont été depuis longtemps abandonnées.
La diversité génétique du Huçul est très bonne.

## Utilisations

### Usages agricoles, militaires et sylvicoles

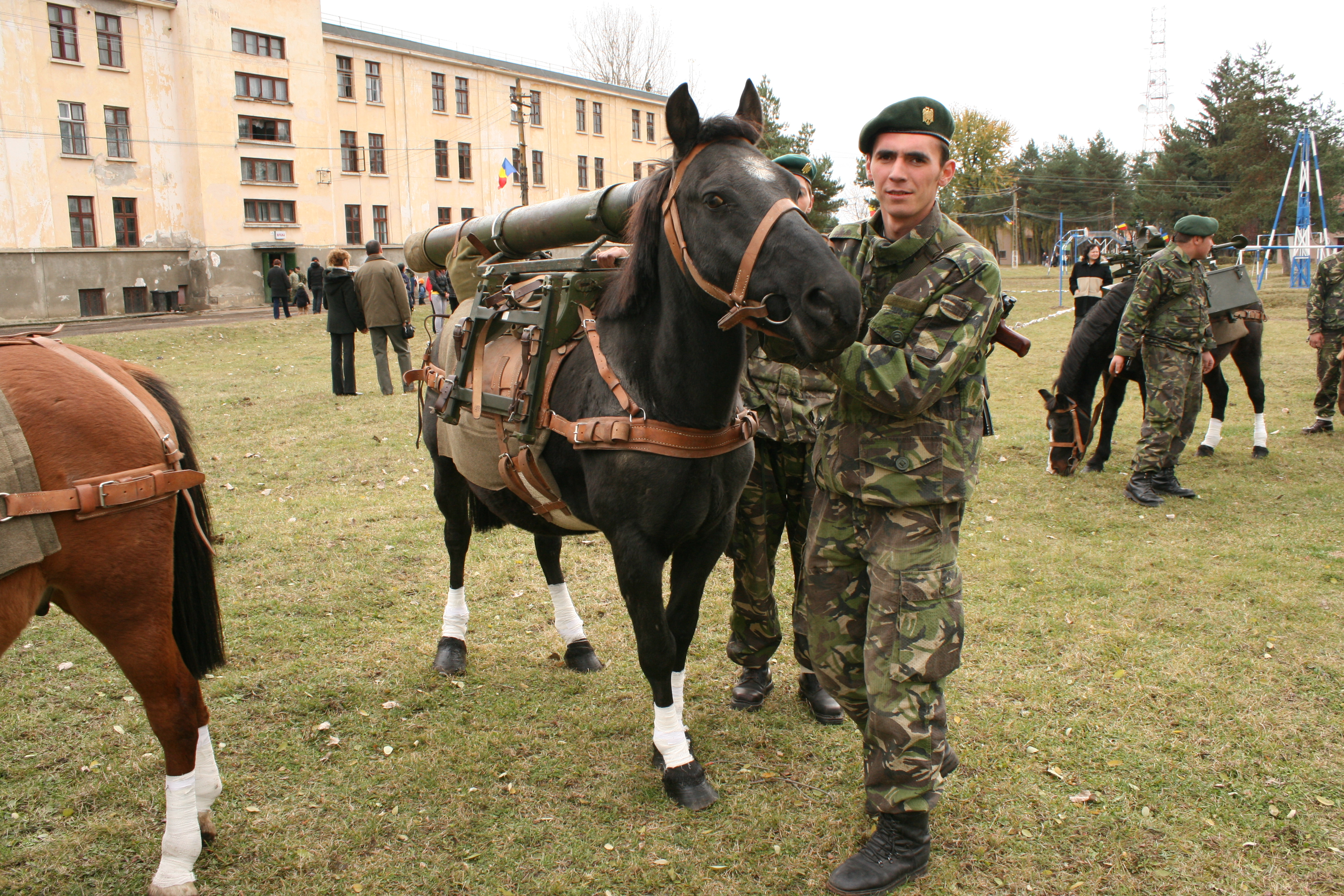
Huçuls des troupes roumaines Vânători de munte

Le Huçul a été utilisé comme cheval de travaux agricoles et de traction légère, ainsi que comme cheval de bât,, en particulier dans les régions couvertes de neige d'altitude, notamment du sud de la Pologne,. Les chevaux de bât, qui peuvent être jusqu'à une vingtaine par trajet, étaient traditionnellement attachés par la queue aux rênes du cheval qui les suit. Le Huçul était aussi couramment emmené à la chasse au cerf, portant une charge allant jusqu'à 120 kg. Au bât, il portait jusqu'à 100 kg pour parcourir jusque 100 km en une seule journée. Deux étalons de cette race attelés ont parcouru 180 km en deux jours.
Il fut jadis utilisé comme cheval militaire par les troupes montées de l'Empire austro-hongrois. Les huçuls sont encore utilisés aujourd'hui dans l'Armée roumaine comme chevaux de bât avec les troupes de montagne.
Bien que ses usages agricoles se soient beaucoup raréfiés, ils perdurent dans quelques régions très isolées des Carpates. Le Huçul est parfois encore attelé pour le débardage du bois,.

### Sports et loisirs équestres
Le Huçul sert désormais surtout de cheval de loisir et de promenade, en particulier pour des enfants, en équitation sur poney,,. Il forme la principale monture des centres équestres polonais qui comptent sur sa polyvalence pour proposer une grande variété d'activités. L'attelage reste cependant sa discipline de prédilection. Bien qu'il soit le plus souvent attelé, il peut aussi être monté,, en particulier pour la randonnée équestre,. Il est monté en techniques de randonnée équestre de compétition (TREC), sur des obstacles particulièrement complexes.

Utilisations du Huçul
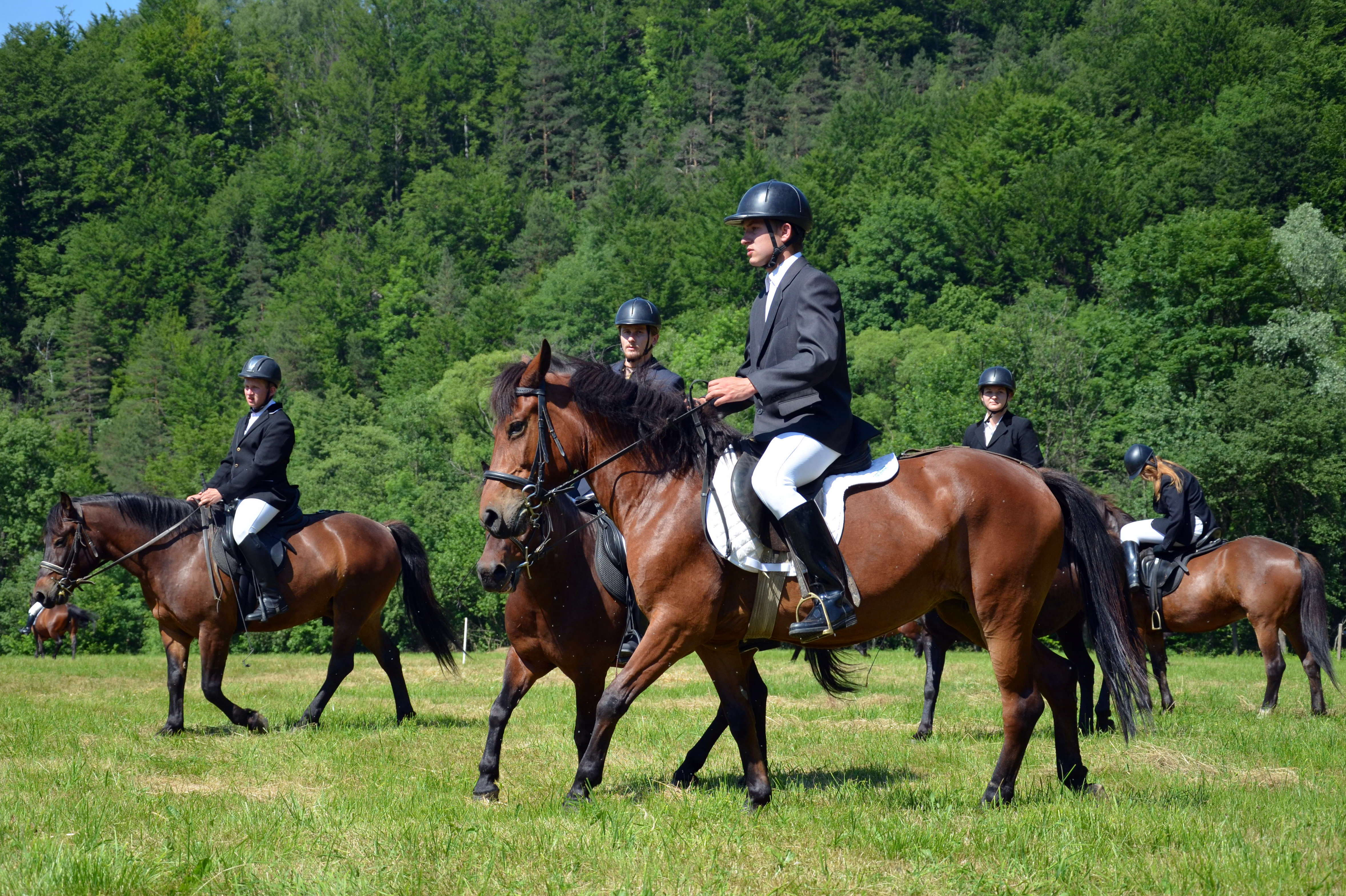
Rally à poney à Rudawka Rymanowska en 2014
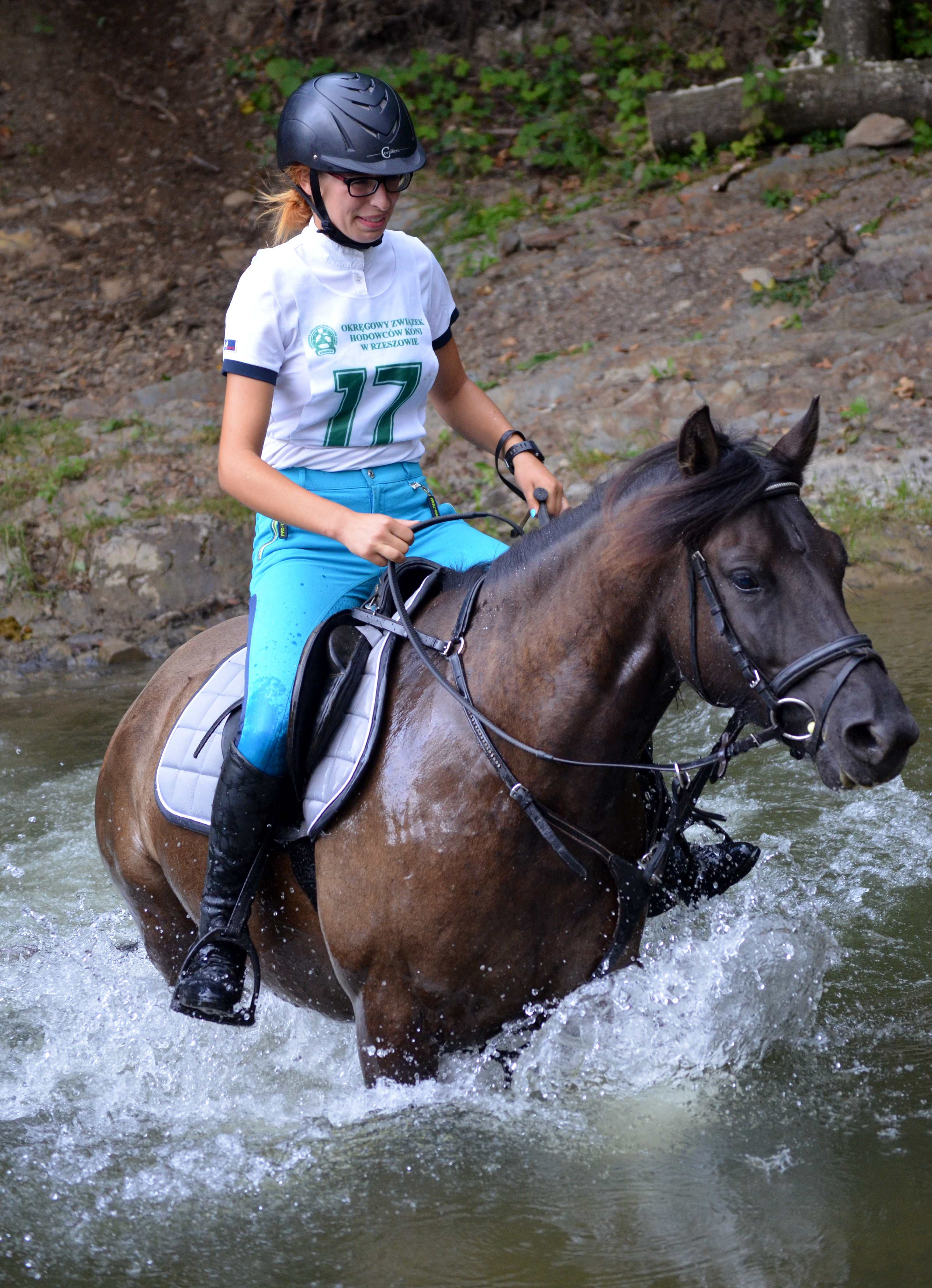
Randonnée équestre au rally à poney de Rudawka Rymanowska en 2018
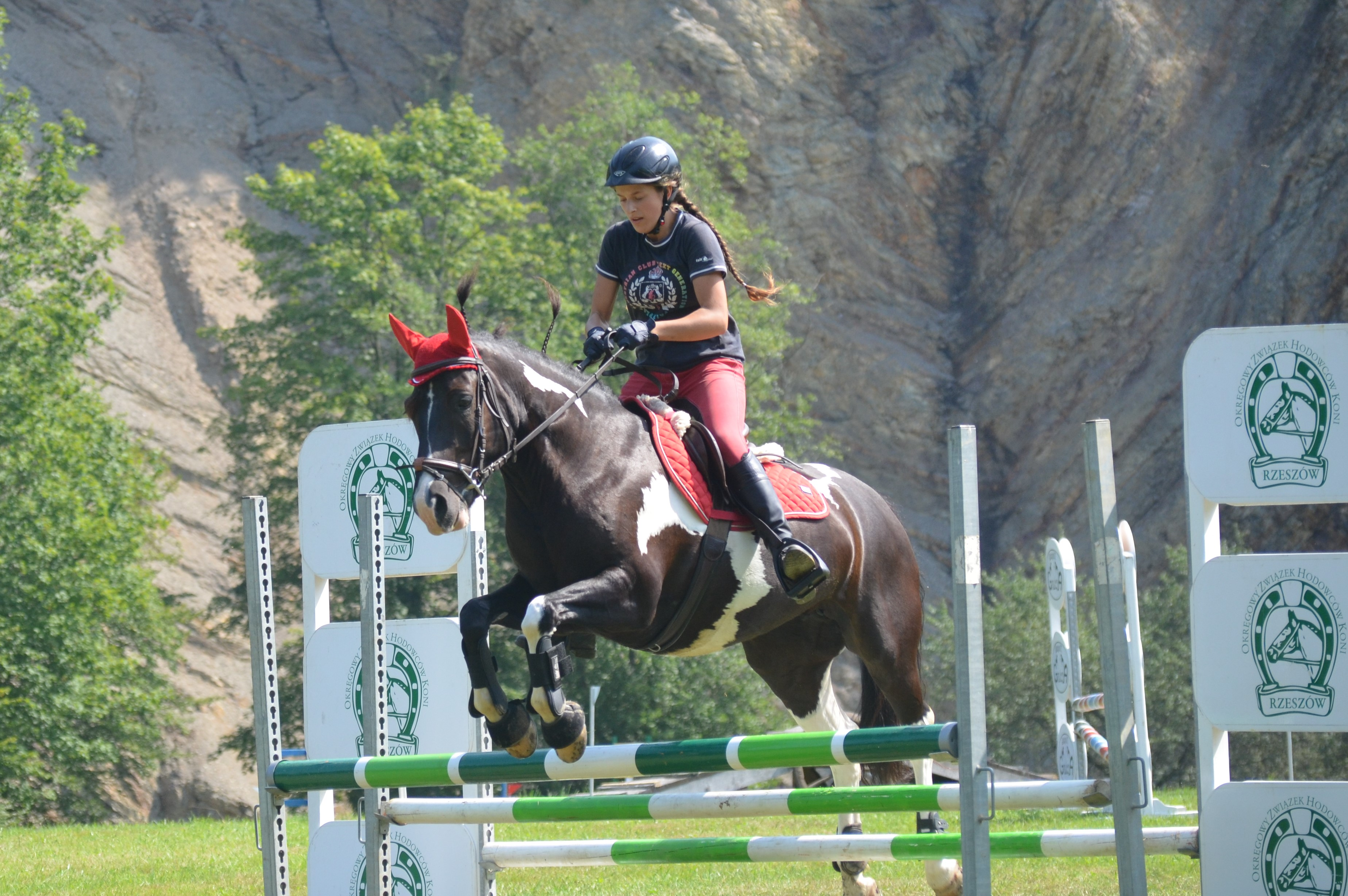
Saut d'obstacles à Rudawka Rymanowska
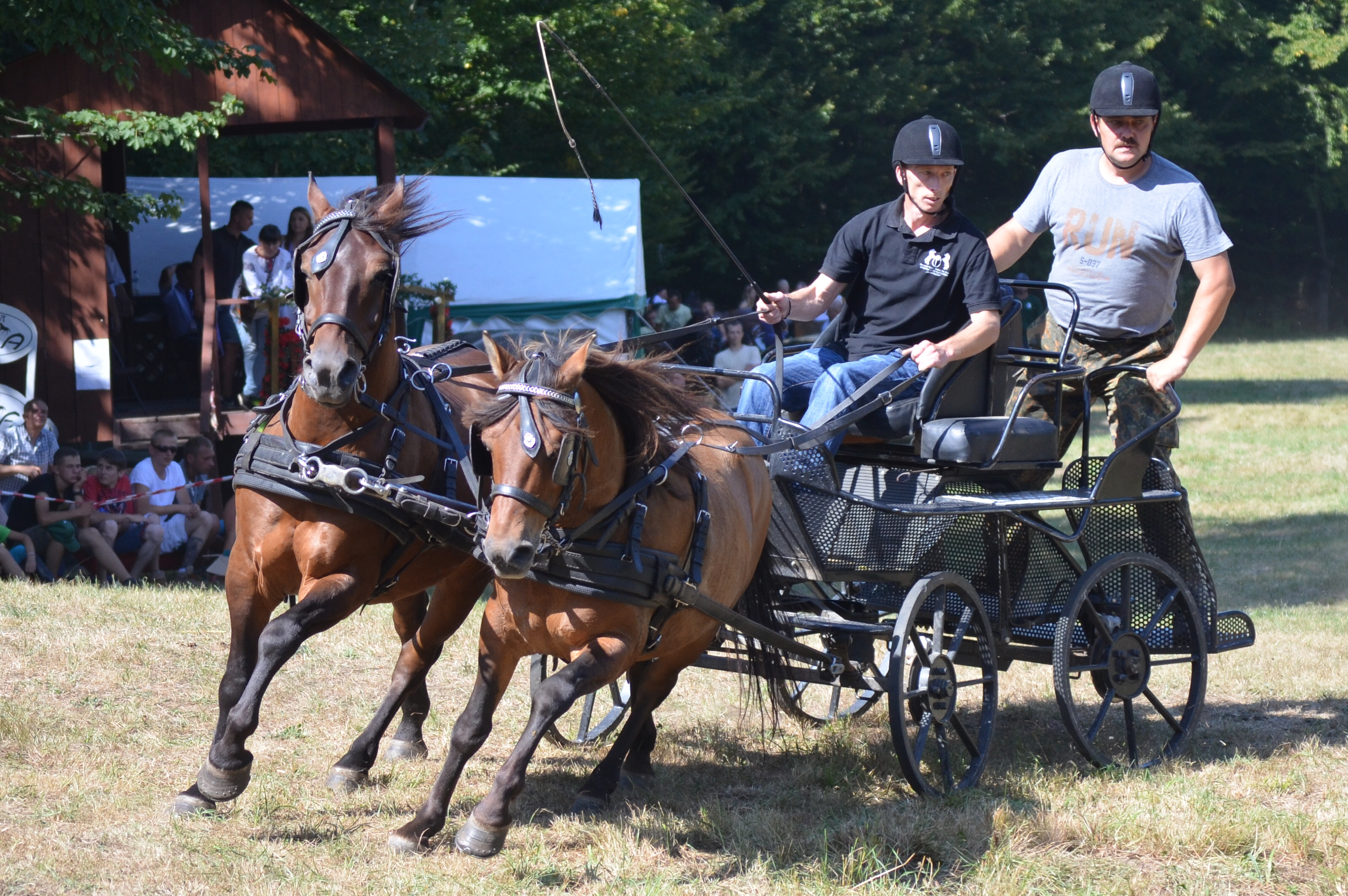
Attelage de compétition à Rudawka Rymanowska en 2015

Il est aussi apte au saut d'obstacles, à la voltige et au dressage.
Enfin, il est utilisé en écopastoralisme, comme brouteur écologique.

### Équithérapie

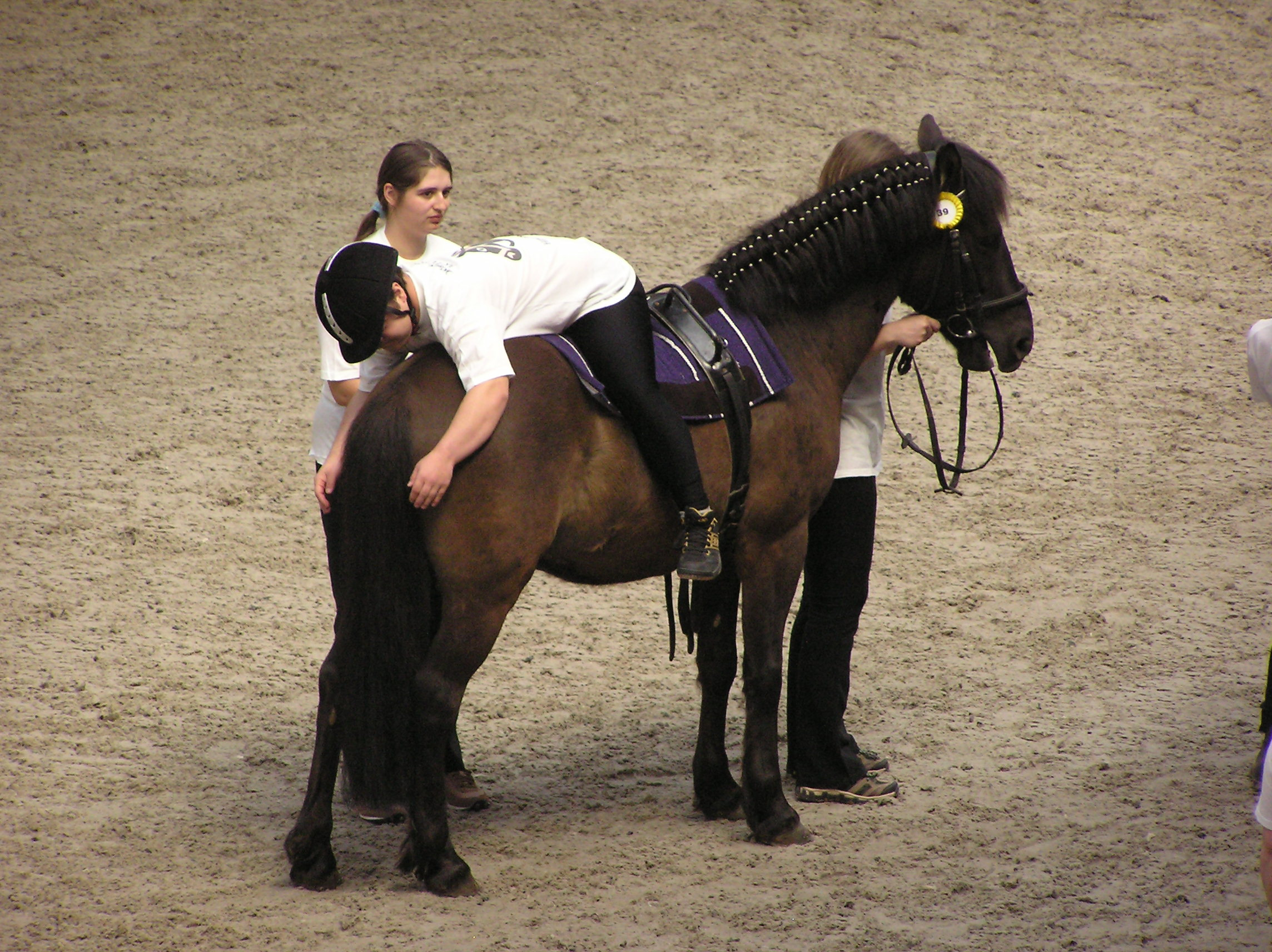
Équithérapie avec un Huçul au Císařský ostrov à Prague.

Il est utilisé en équithérapie, : le Huçul Club de Tchéquie fut la toute première association équestre d'Europe centrale à créer un centre équestre dédié à l'équithérapie pour les personnes handicapées. Cet usage existe aussi en Ukraine et en Pologne.

## Diffusion de l'élevage
L'étude menée par l'université d'Uppsala pour la FAO et publiée en août 2010 signale le Hutsul comme race européenne régionale transfrontière, avec une présence attestée en Tchéquie, Pologne, Slovaquie, Allemagne, Hongrie, Roumanie et Ukraine. Il est donc élevé dans toute l'Europe centrale et une partie de l'Europe de l'Est, Hendricks le classant comme race « commune ». Cependant, l'ouvrage Equine Science (4e édition de 2012) le classe parmi les races de poneys peu connues au niveau international. 
Le Huçul a été diffusé vers la Grande-Bretagne via un haras dès le XIXe siècle, mais il s'y est fait connaître plus récemment. 
Le cheptel est d'environ 1 500 juments poulinières agréées à travers le monde en 2013 selon Emmanuelle Brengard ; selon le guide Delachaux, l'effectif est en 2016 d'environ un millier de chevaux, dont 800 femelles capables de se reproduire. Elwyn Hartley Edwards cite, la même année, « plusieurs milliers » de sujets à travers le monde. CAB International classe le Huçul parmi les races de chevaux européennes en danger d'extinction. La coopération internationale est donc cruciale pour le préserver,. Le maintien de cette race est considéré comme important en raison de ses capacités adaptatives à son milieu.

### En Ukraine

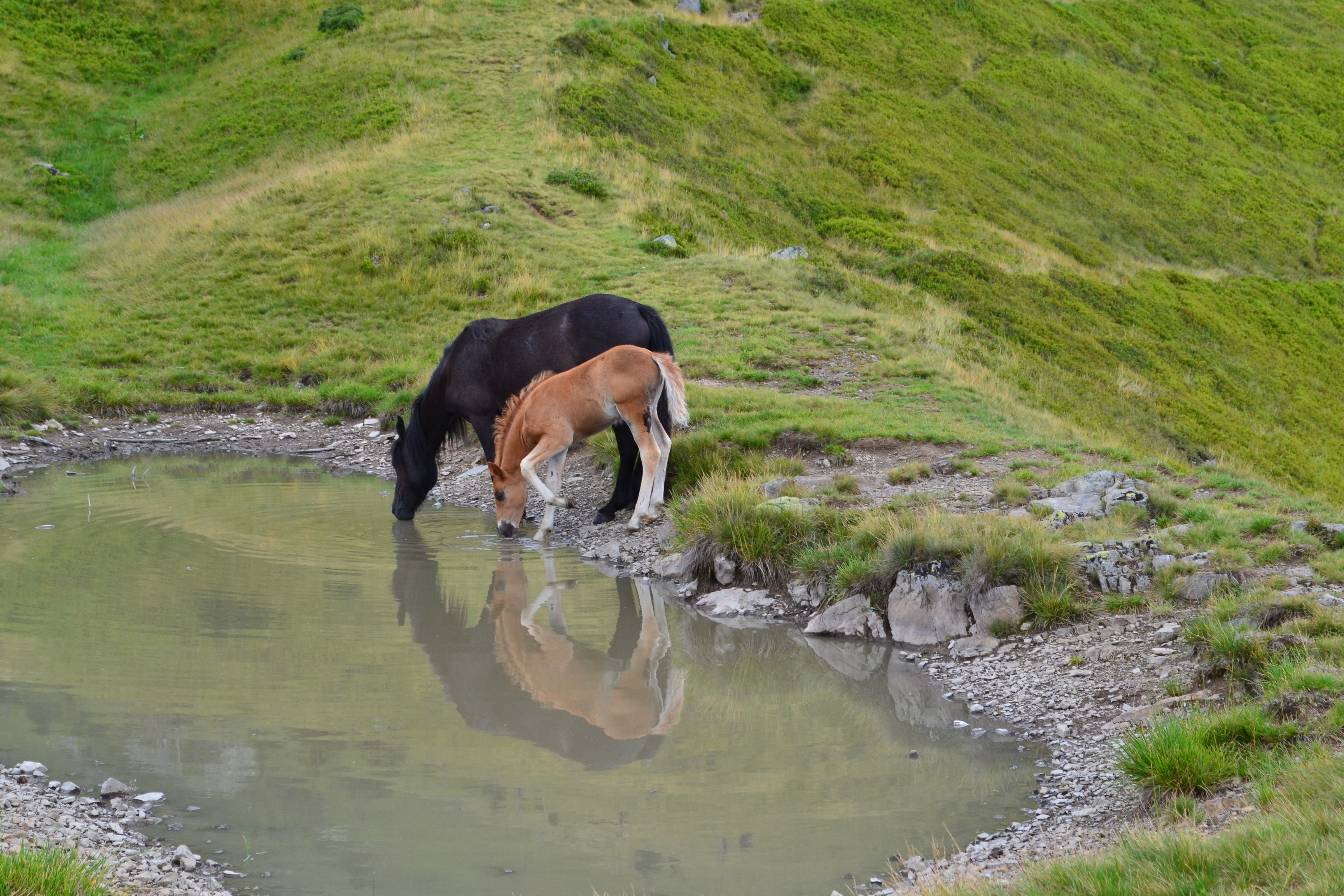
Jument et poulain Huçul dans le parc national du Synevyr.

Le Huçul constitue historiquement une part importante de la culture et de l'héritage ukrainiens ; il est en effet considéré comme un héritage national, et comme la plus ancienne race ukrainienne autochtone. Ces chevaux sont utilisés pour la traction, la selle et l'équithérapie. Il existe localement deux types, un pour la traction et un pour la selle.
En 2014, une quarantaine de Huçuls sont élevés près d'Odrzechowa en Pologne dans le cadre d'une collaboration polono-ukrainienne visant à réintroduire cette race dans son biotope montagnard ukrainien d'origine,. Un haras de Huçul a été créé par l'entrepeneur ukrainien Guennadi Romanenko (en) dans l'oblast de Vinnytsia en 2016. Cette réintroduction visant à restaurer la culture locale est financée par des fonds européens. Elles s'accompagne de l'organisation d'un festival du Huçul dans l'oblast de Tchernivtsi, dans un but touristique. Le parc national de Verkhovyna participe en 2020 au projet international polono-ukrainien Knowledge of Nature and Wealth Carpathians with a Hutsul horse. Le parc national de Houtsoulie conserve et développe la race, à travers la création d'un centre de reproduction et d'équithérapie. La situation est beaucoup plus compliquée dans les zones rurales, où l'élevage de ces chevaux ne se met pas en place spontanément. 
Cependant, l'instabilité politique et le manque de fonds en Ukraine rendent la perpétuation de cet élevage incertaine,. La crise de l'économie ukrainienne s'est accompagnée d'un réduction significative du nombre de chevaux et du soutien financier de l'État à l'élevage. Le nombre de chevaux a diminué régulièrement depuis 2011. 
Le nombre total de Huçul recensés en 2014 est de 108 chevaux, dont 50 poulinières. En 2016, le cheptel ukrainien de Huçul est estimé à une centaine de têtes. Les chiffres du registre d'état de la race pour 2011-2017 signalent seulement deux haras d'élevage, Plemkonecentr et Polonynske farm. Le parc national de Houtsoulie a environ 12 chevaux en 2020. Selon l’évaluation de l'European Livestock Association, cela place la race en danger critique d'extinction dans ce pays.
Les chiffres les plus récents fournis par la base de données DAD-IS de la FAO indiquent seulement 32 chevaux en 2022, après une chute très sévère d'effectifs entre 2020 et 2021.

### En Pologne

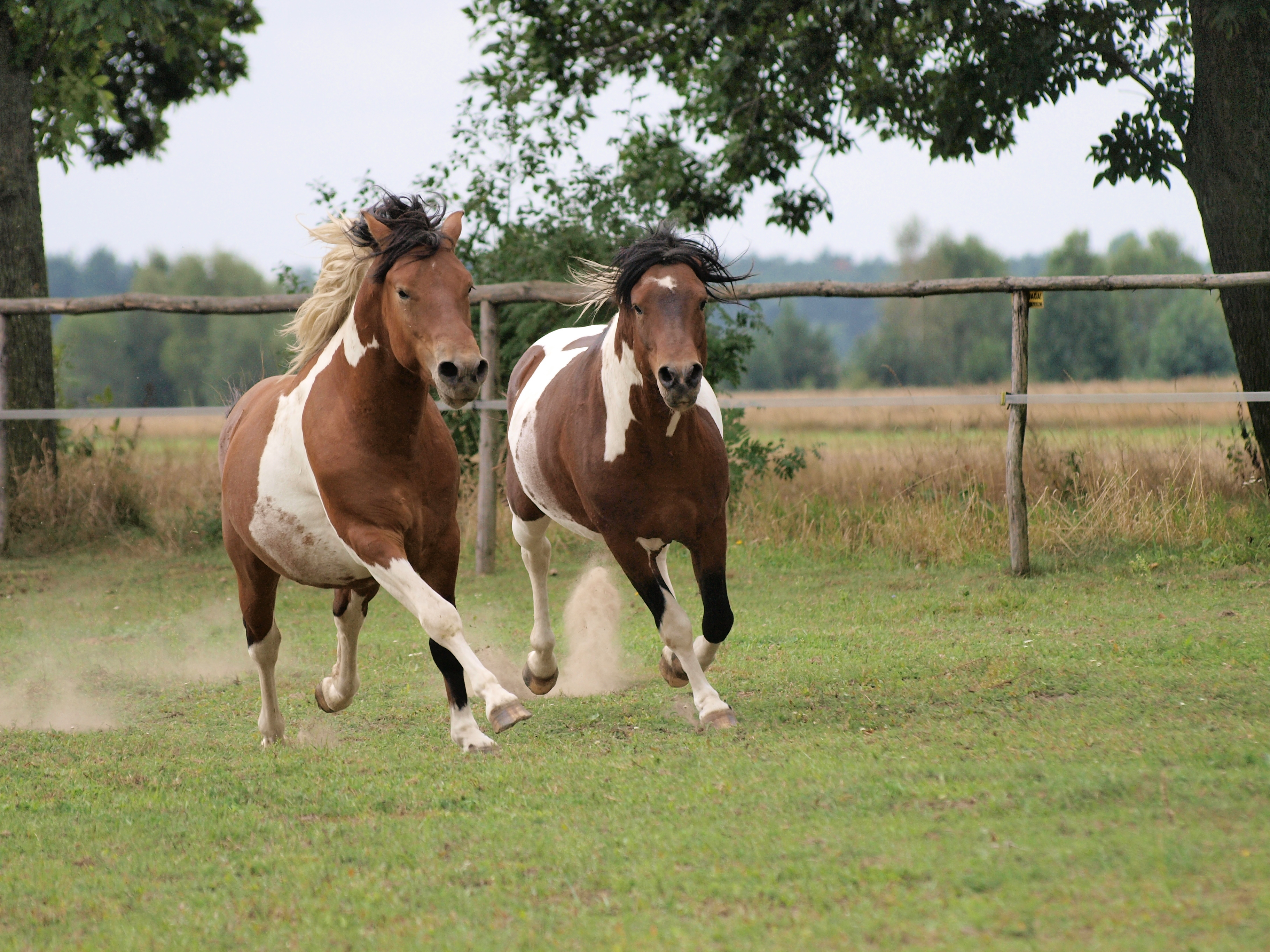
Huçuls de robe pie bai tobiano en Pologne.

La Pologne fait partie des pays dont le Huçul est indigène ; son registre généalogique y a été créé en 1924. Le Huçul est utilisé en équitation de loisir, en équitation sur poney pour les enfants, comme attraction touristique, pour l'équithérapie et pour la recherche ; il est considéré comme l'une des meilleures races de chevaux de thérapie. Ce petit cheval est élevé au haras national de Siary, près de Gorlice, qui possède environ 50 juments en 2003. Il est aussi présent au haras national d'Odrzechowa, qui a 20 poulinières environ en 2003.
L'élevage rural est plutôt concentré dans le sud-est du pays. Un élevage conservatoire de Huçul est implanté dans le parc national des Bieszczady, situé dans les montagnes et devenu l'un des principaux lieux d'élevage polonais de la race. 
CAB International estime, sans certitude, que le cheptel polonais pourrait avoisiner les 2 000 têtes en 2016. Le cheptel enregistré dans DAD-IS est de 2 520  à   2 600 chevaux en 2022.

### En Roumanie

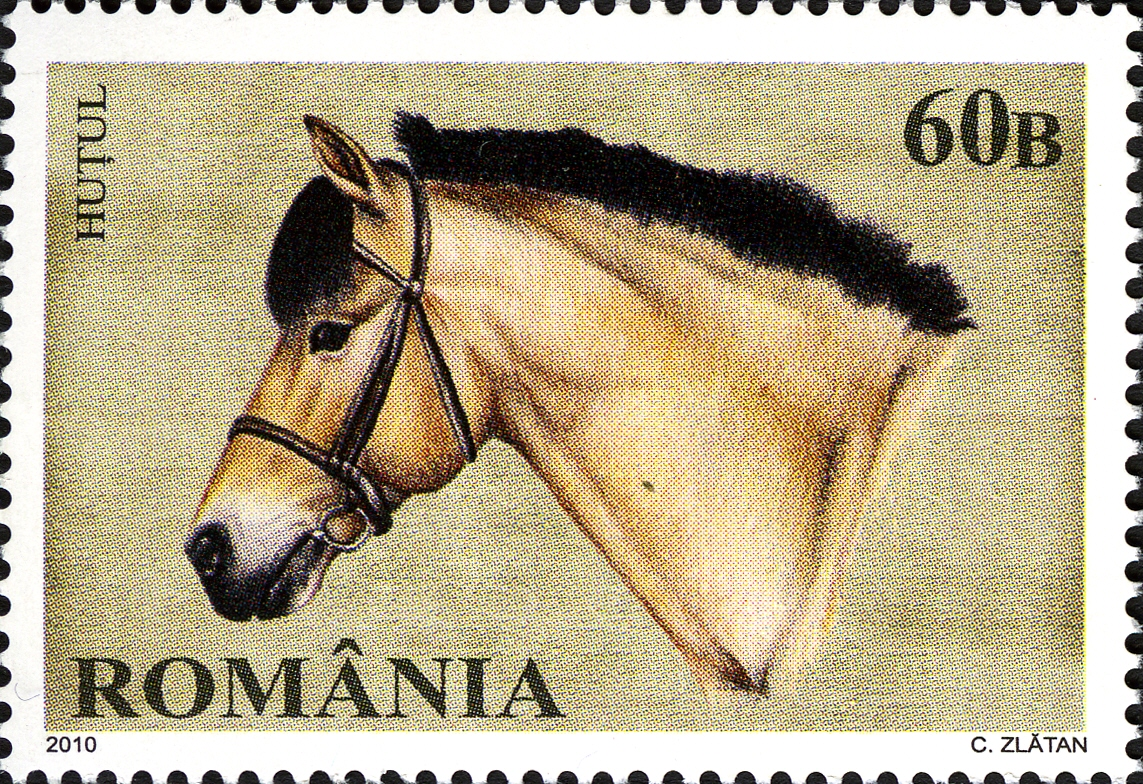
Huçul sur un timbre roumain de 2010.

La Roumanie est généralement considérée comme le principal pays historique d'élevage du Huçul, car ce fut le premier à le sélectionner et y gérer un stud-book. Indigène de ce pays, le Huçul est élevé en altitude à plus de 1 300 mètres dans la région de Bucovine, notamment dans le județ de Suceava et celui de Neamț, mais aussi dans le județ de Maramureș et celui de Bistrița-Năsăud. Il reste également présent au haras national de Lucina, qui en est un lieu d'élevage historique,. Ce dernier possède environ une centaine de juments poulinières en 2003 ; une autre estimation, en 2016, cite 91 poulinières et 50 étalons. Ce haras est devenu un lieu de tourisme équestre. 
Cependant, le cheptel roumain est très réduit, n’excédant pas quelques centaines (en 2016). DAD-IS ne cite pas de recensement

### En Tchéquie

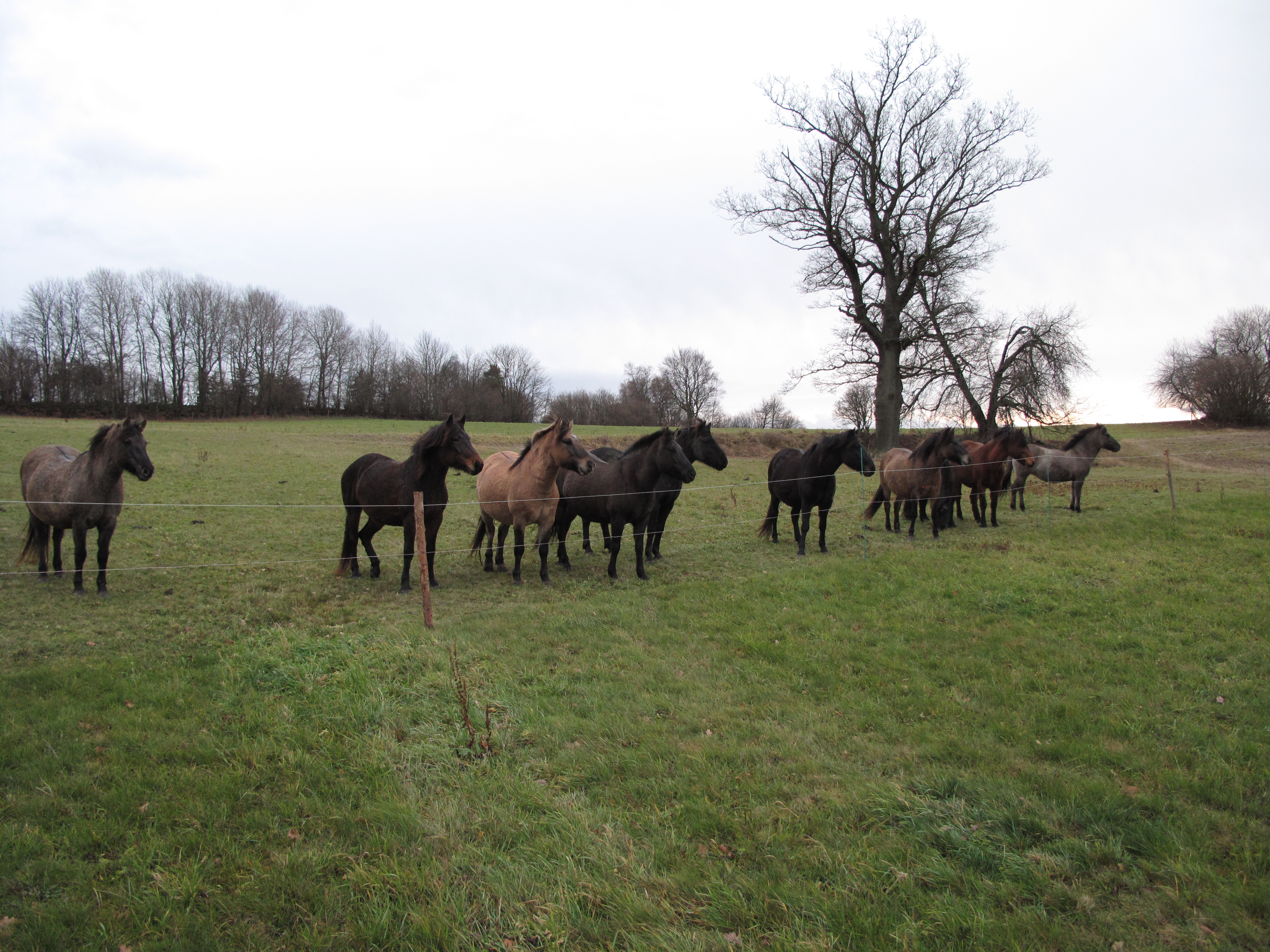
Groupe de Huçul en pâture en Tchéquie

Le Huçul, nommé localement Huculsky, est considéré comme une race « localement adaptée » en Tchéquie, car il n'est pas originaire de ce pays ; il a été importé à partir des années 1950 depuis la Roumanie, la Pologne et l'Ukraine. Il existe des associations d'éleveurs. Le Huçul Club a fait naître plus de 200 poulains de la race depuis sa création en 1972. La race est élevée pour la traction, pour l'équitation sur poney avec les enfants, et pour les sports équestres.
Le Huçul est élevé, entre autres, à la Farma Hucul de Janova Hora et au Hutzul Club Zmrlík de Prague. Janova Hora est une ferme à 1 100 m d'altitude, qui existe depuis plusieurs décennies et élève ses chevaux en extérieur toute l'année.
Le cheptel tchèque est estimé à environ 1 200 sujets en 2016. En 2022, l'estimation donnée par DAD-IS est de 1 000  à   1 200 chevaux.

### En Hongrie

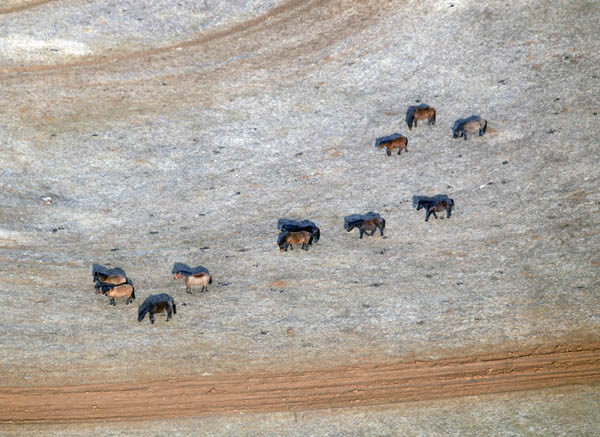
Vue aérienne de Huçuls à Jósvafő.

En 2016, il est estimé que 200  à   300 Huçul vivent en Hongrie. La race est localement en danger d'extinction d'après les données de la base DAD-IS, avec 380 individus recensés dans tout ce pays en 2019. Le Huçul est élevé localement pour l'équithérapie, pour l'équitation, et pour sa viande.

### En Slovaquie

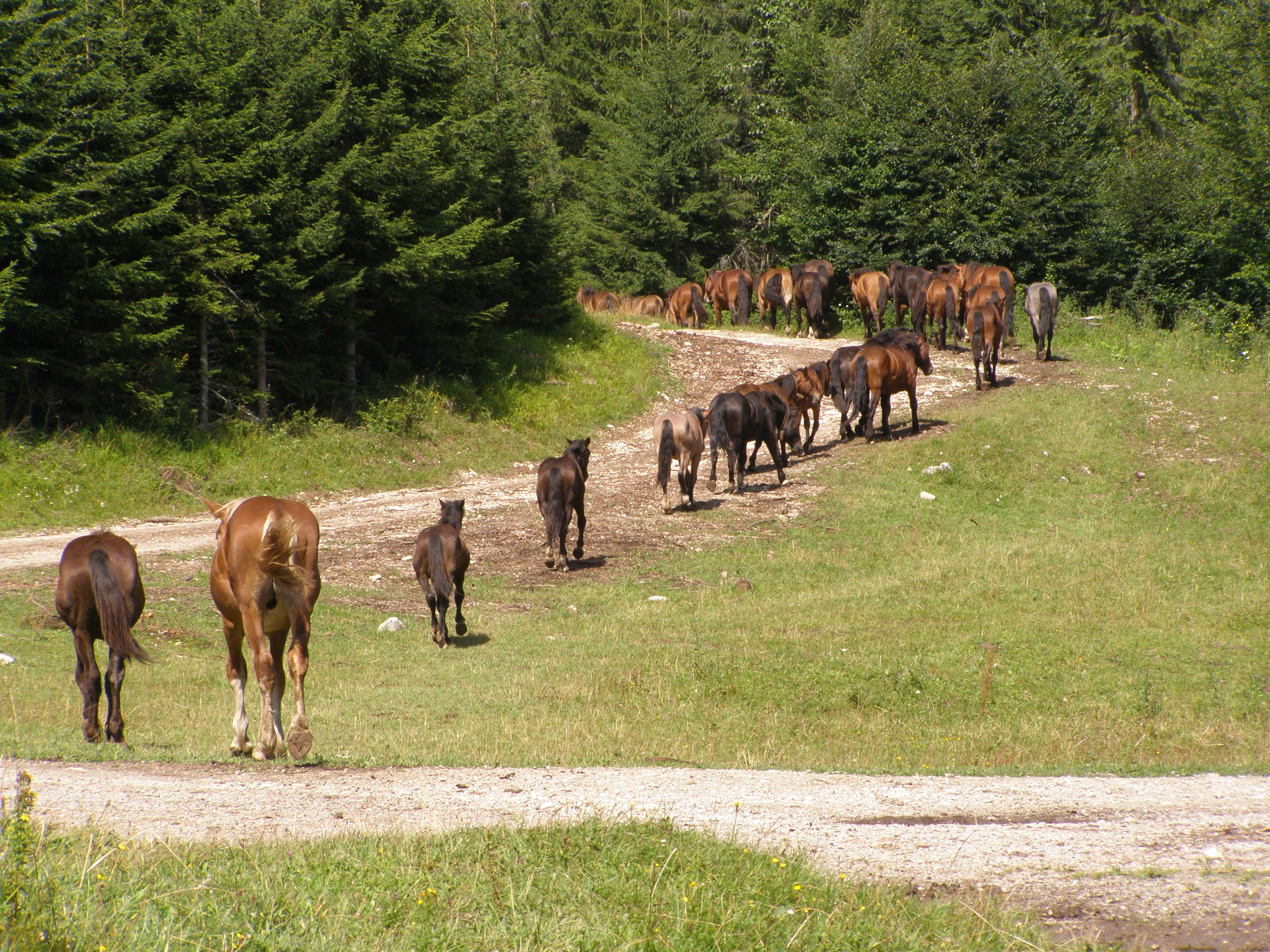
Groupe de Huçuls sur le plateau de Muráň.

Le registre généalogique du Huçul a été créé en 1922 en Slovaquie. La race est élevée localement pour la traction, l'écopâturage et les sports et loisirs équestres.
Le Huçul est toujours élevé de manière sélective au haras de Topoľčianky,,, ; ces chevaux présentent une morphologie particulièrement compacte. Le haras national de Muráň a une vingtaine de juments en 2003, d'après Jasper Nissen. On trouve aussi ce cheval au Slovakian Hutzul Club de Lom nad Rimavicou.
Le pays héberge environ 400 sujets de cette race en 2016. En 2023, d'après les données de DAD-IS, le cheptel est estimé se situer entre 400 et 600 individus, ce qui met le Huçul en danger d'extinction en Slovaquie.

### En Autriche
Le Huçul est utilisé localement en Autriche comme cheval de loisir, d'équitation sur poney, d'équitation sportive, de traction et d'équithérapie. Entre 43 et 100 chevaux sont recensés en 2016, ce qui en fait une race localement en danger critique d'extinction, dont le suivi est assuré par la Landesverband der Pferdezüchter OÖ.

### En Allemagne
18 chevaux appartenant à la race sont en Allemagne en 2022 selon DAD-IS.

### En France
L'association française du Huçul a implanté la race à Monthieux dans les Dombes, en France, en 2005 ; l'association a été officiellement créée en 2008 puis dissoute en février 2023. Cet élevage de l'Ain était le seul élevage de Huçul situé en France. La race reste très méconnue en France, où une seule naissance a été officiellement enregistrée en 2013, pour moins d'une trentaine d'individus au total dans ce pays.